# Plougonvelin
Plougonvelin [plugɔ̃vlɛ̃] est une commune du département du Finistère, dans la région Bretagne, en France. Elle appartient à la Communauté de communes du Pays d'Iroise.

## Géographie
Située à 20 kilomètres à l'ouest de Brest, Plougonvelin est une commune côtière, littorale de l'Océan Atlantique, qui a pour voisines Le Conquet, Trébabu, Ploumoguer et Locmaria-Plouzané et sur le territoire de laquelle se trouvent notamment la Pointe Saint-Mathieu et l'abbaye Saint-Mathieu de Fine-Terre.
| Trébabu       | Ploumoguer    | Locmaria-Plouzané |
| Le Conquet    | Plougonvelin  | Rade de Brest     |
| Rade de Brest | Rade de Brest | Rade de Brest     |

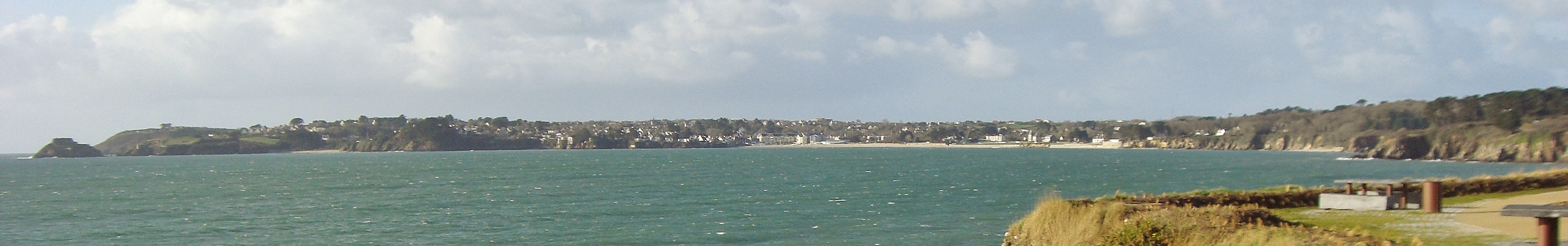
Le littoral de l'Anse de Bertheaume (Plage du Trez-Hir, Plage de Bertheaume, Fort de Bertheaume) vus depuis les environs de Trégana.

La côte se caractérise au nord de la Pointe Saint-Mathieu par ses falaises de hauteur moyenne atteignant au plus une vingtaine de mètres, qui comportent quelques grèves (notamment la Grève Bleue), et à l'est de celle-ci jusqu'au Fort de Bertheaume par une alternance de falaises souvent plus élevées (jusqu'à une quarantaine de mètres, voire un peu plus près de la Pointe de Creac'h Meur) et plages ; plus à l'est on compte cinq plages dans l'anse de Bertheaume : Bertheaume (aussi appelée plage du Perzel), la grève des Curés ou Poulzerbe, Le Trez-Hir, Sainte-Anne, Porsmilin (partagée avec Locmaria-Plouzané).
Un estran rocheux assez large existe par endroits, notamment aux Rospects où il porte plusieurs îlots, ou encore au large de la Pointe de Penzer (située au nord de la Pointe Saint-Mathieu).
Le littoral sud de la commune se situe à l'entrée du Goulet de Brest et fait face à la Presqu'île de Crozon. Au nord-ouest de son territoire, la commune est aussi littorale de l'étang de Kerjean qui a été créé au fond d'un des bras de la ria du Conquet.

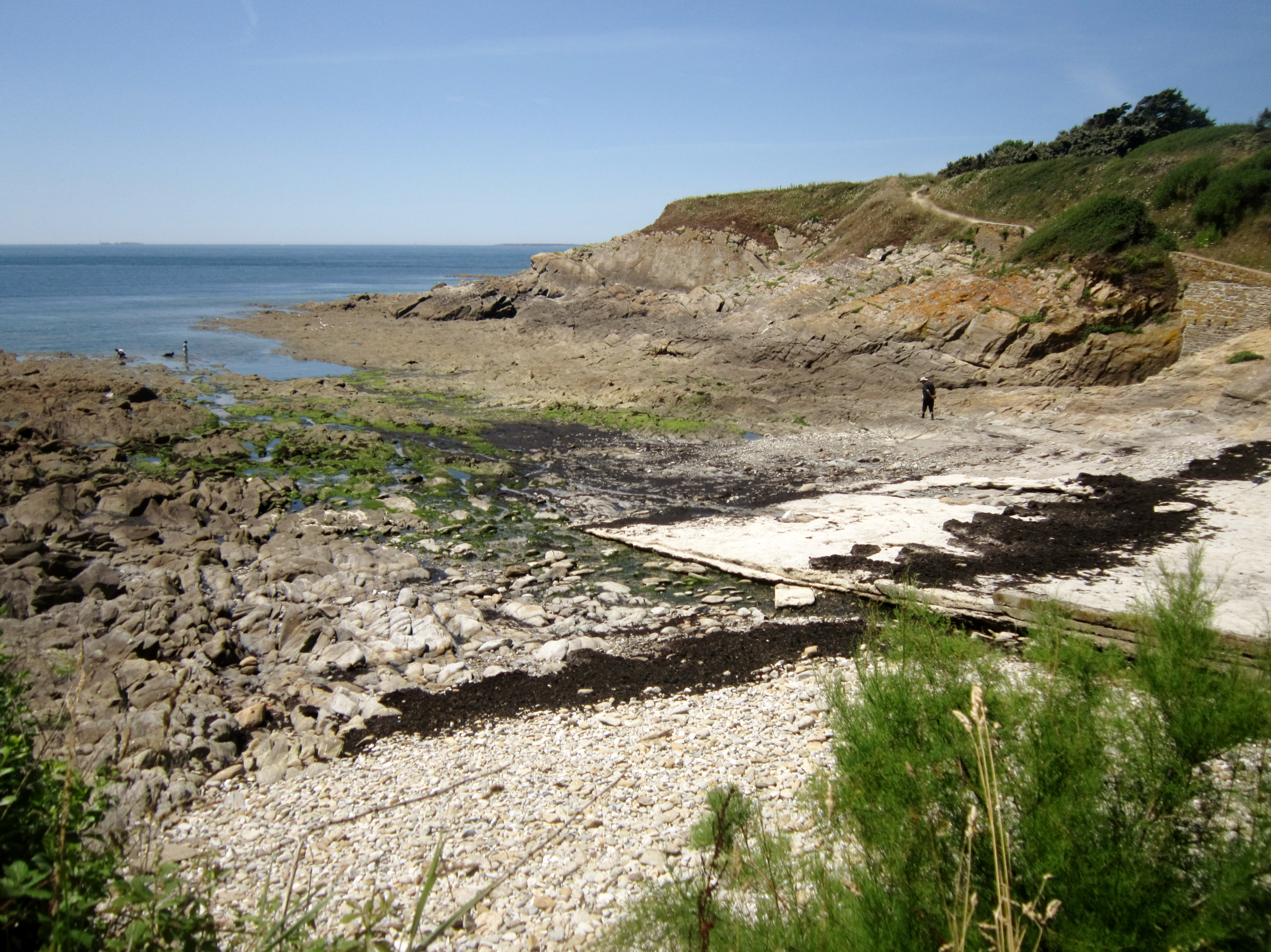
La grève du Goazel (limite entre Plougonvelin et Le Conquet).
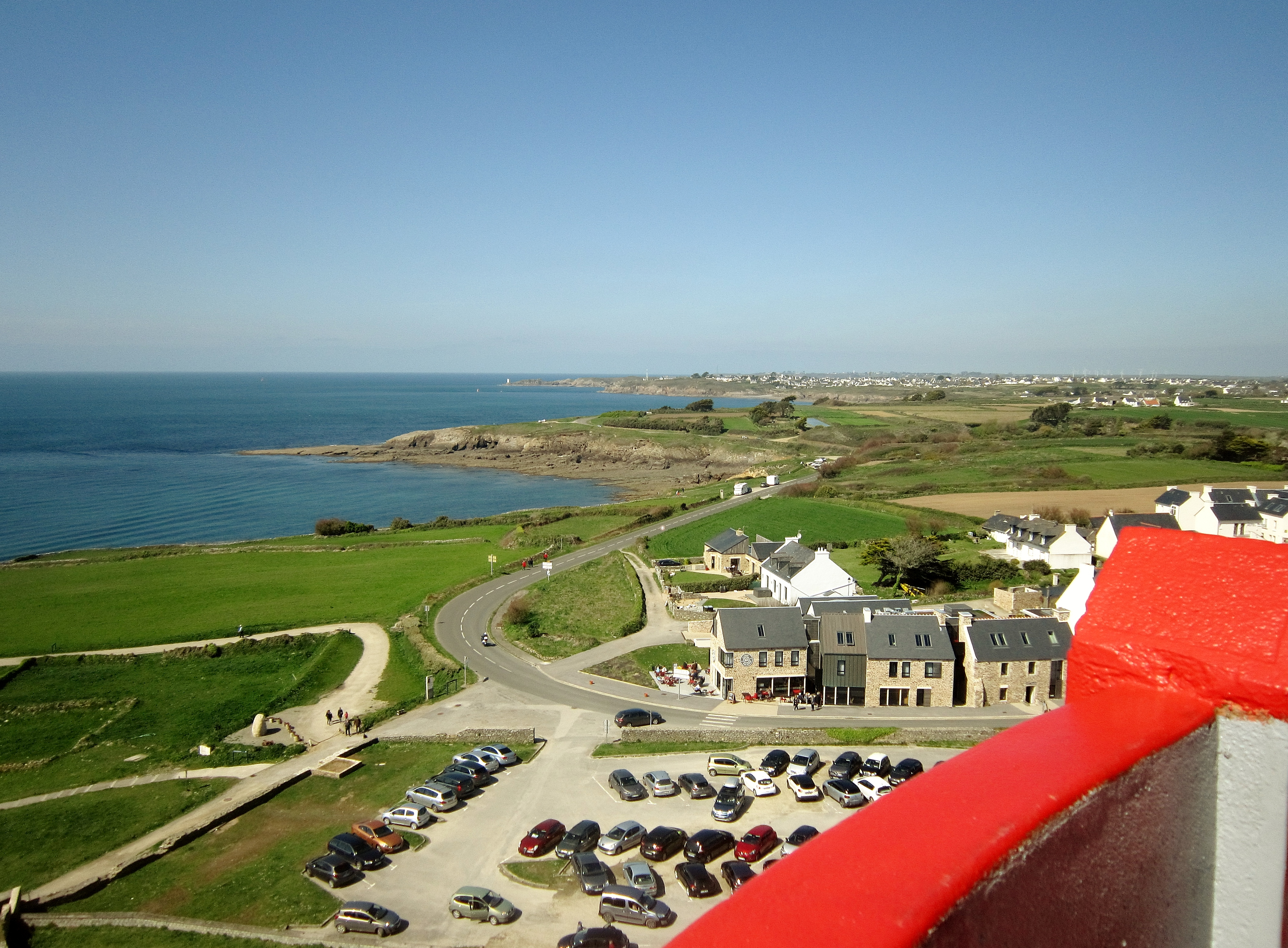
Le littoral au nord de la Pointe Saint-Mathieu (en direction du Conquet) vu du sommet du phare de la Pointe Saint-Mathieu.
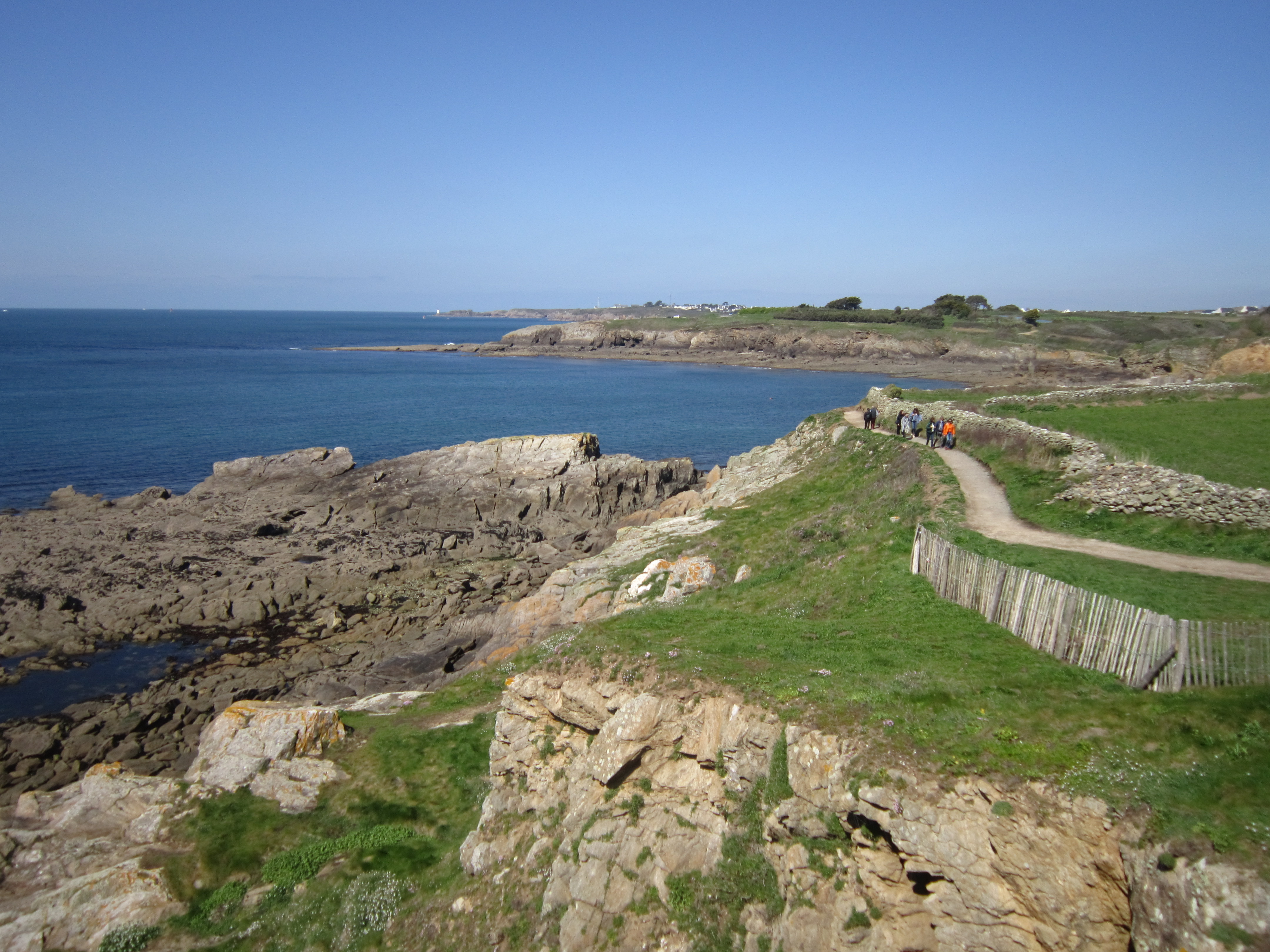
Le GR 34 et la Pointe de Penzer vus depuis les environs du Mémorial des marins morts pour la France.
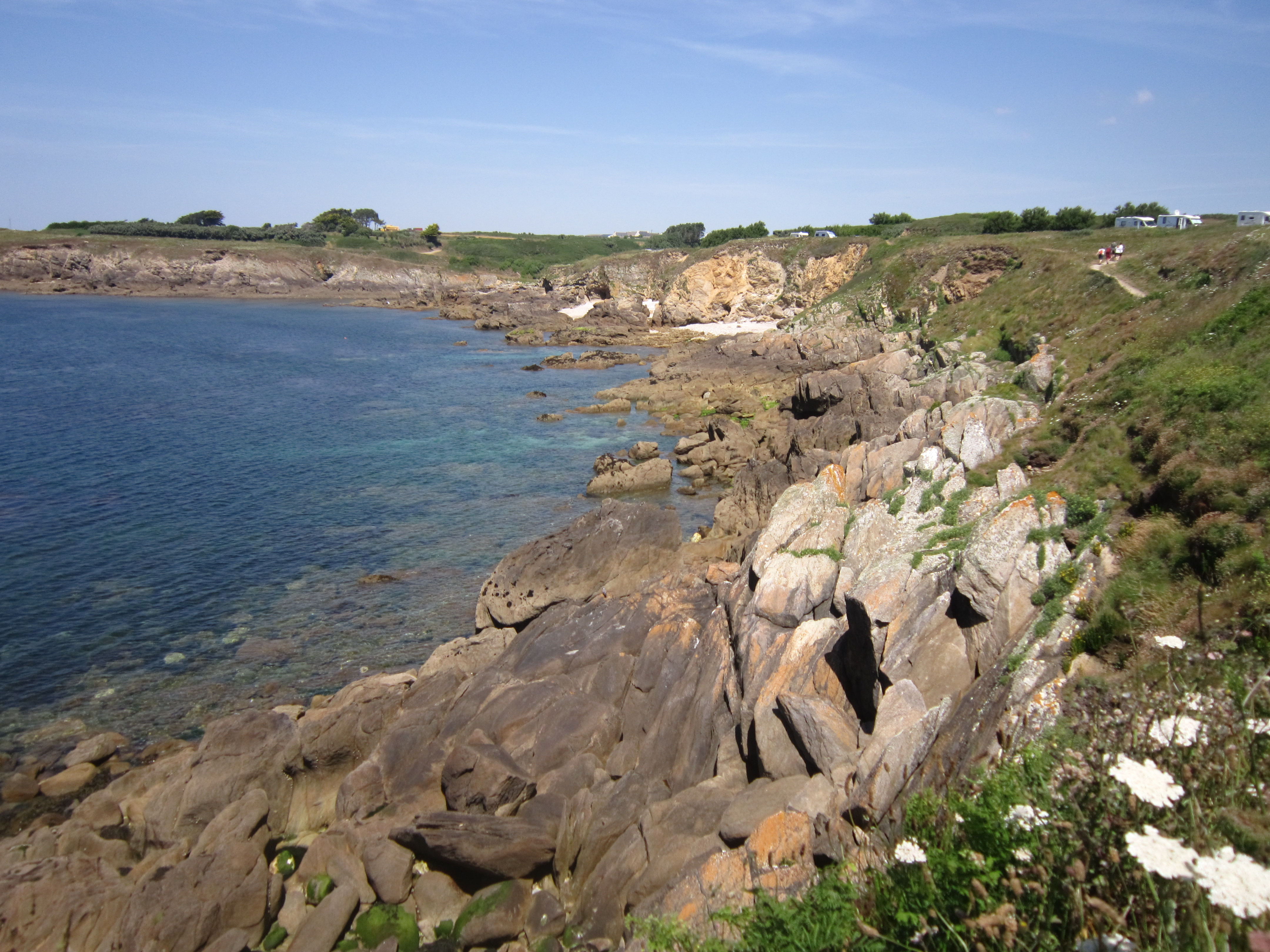
Le GR 34 et les falaises entre la Pointe Saint-Mathieu (en Plougonvelin) et la Pointe de Penzer (en Le Conquet).
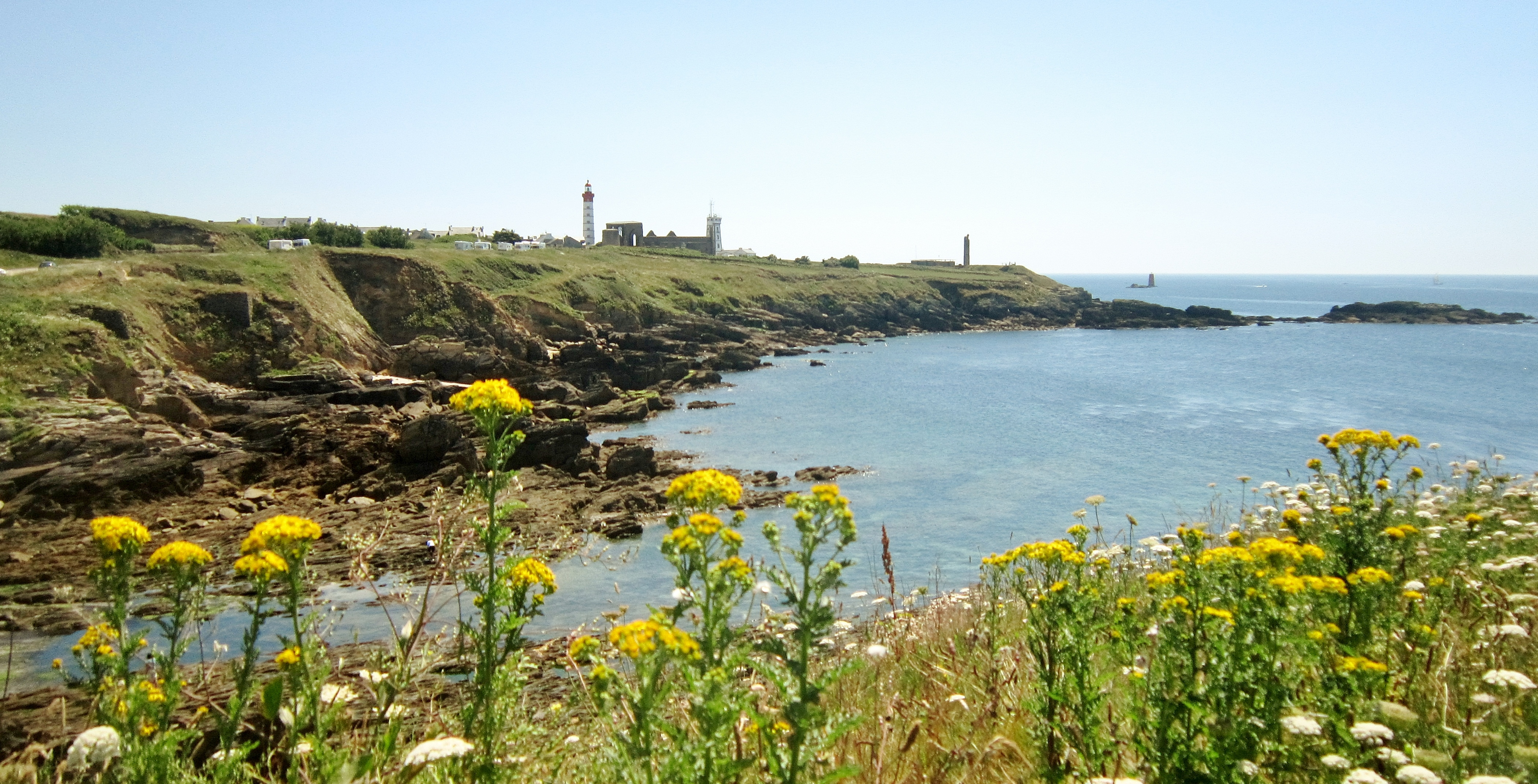
La Pointe Saint-Mathieu vue du nord depuis le GR 34 en direction de la Pointe de Penzer.

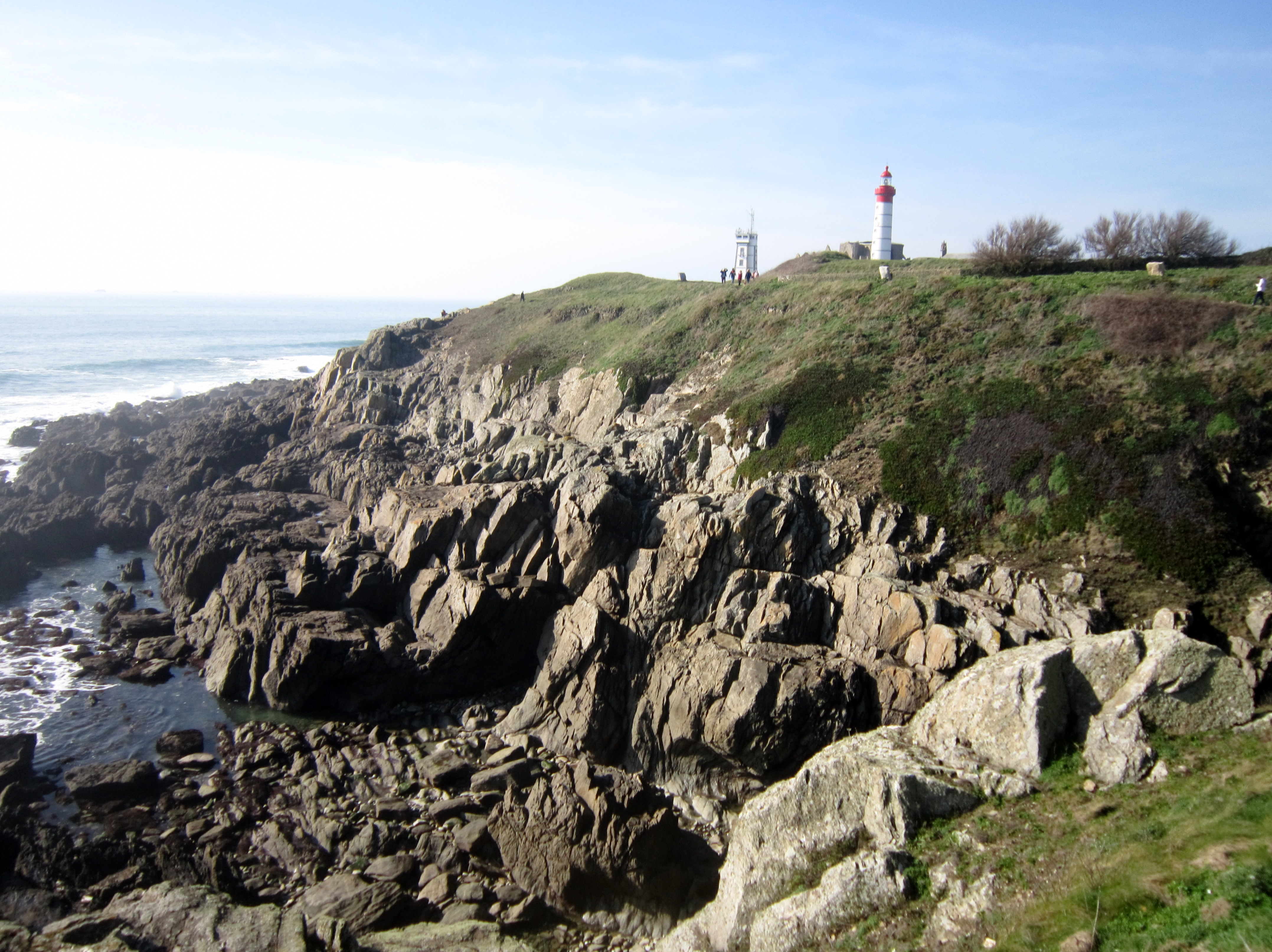
Les falaises à l'est de la Pointe Saint-Mathieu en allant vers les Rospects.
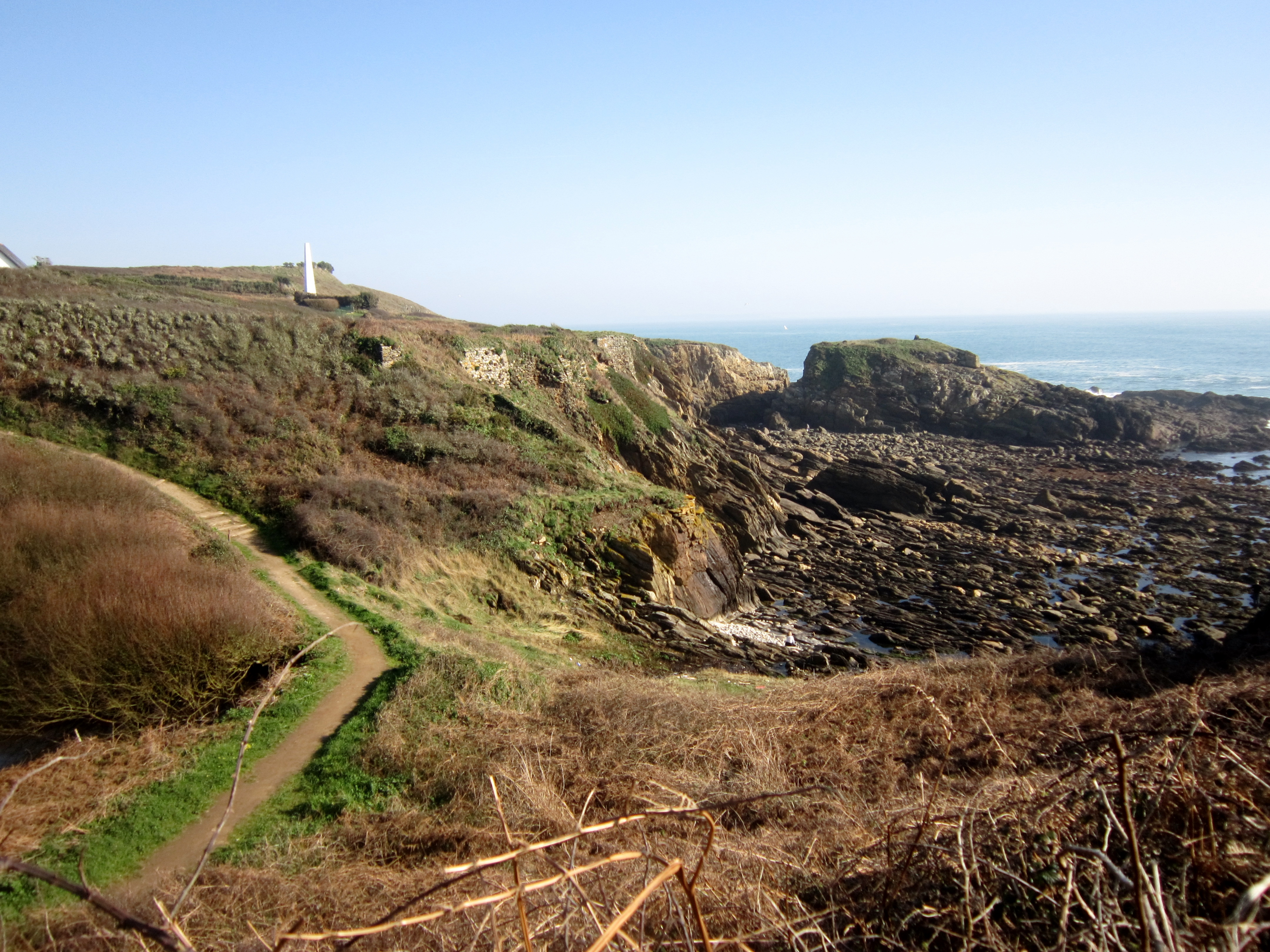
Le GR 34, les falaises et un amer à l'est des Rospects près du Vaéré.
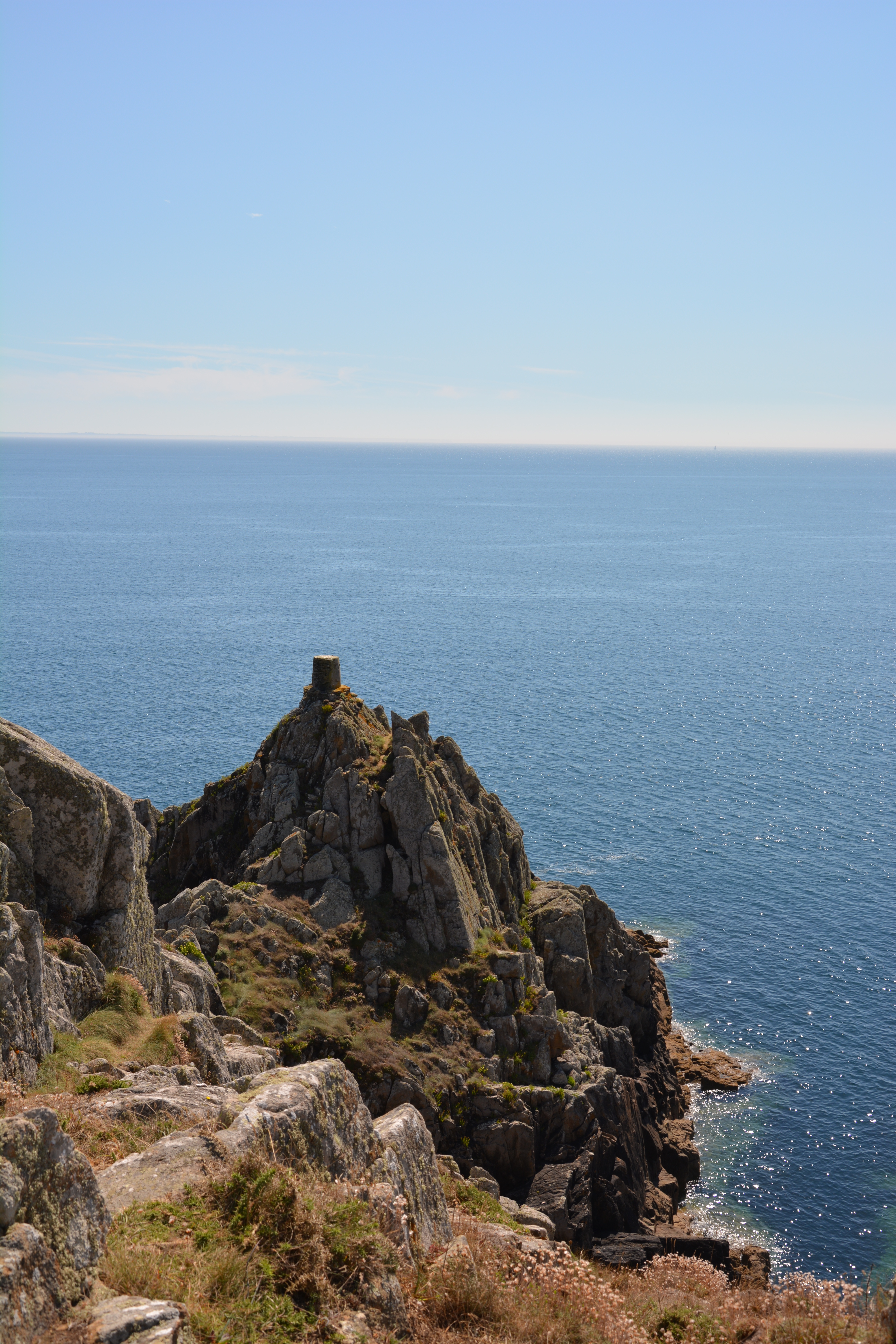
La Pointe du Cormoran.
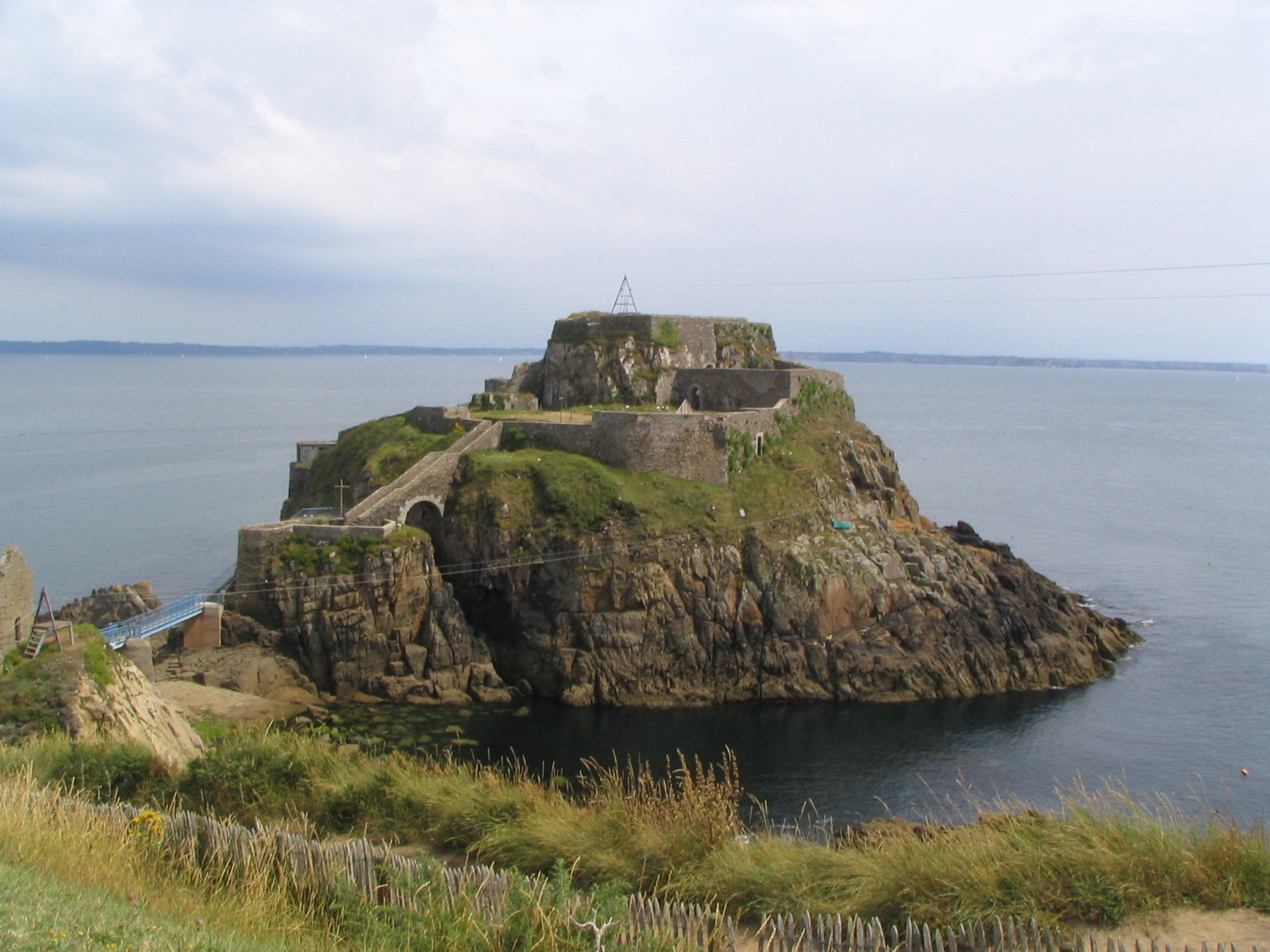
Le fort de Bertheaume vu de l'est.
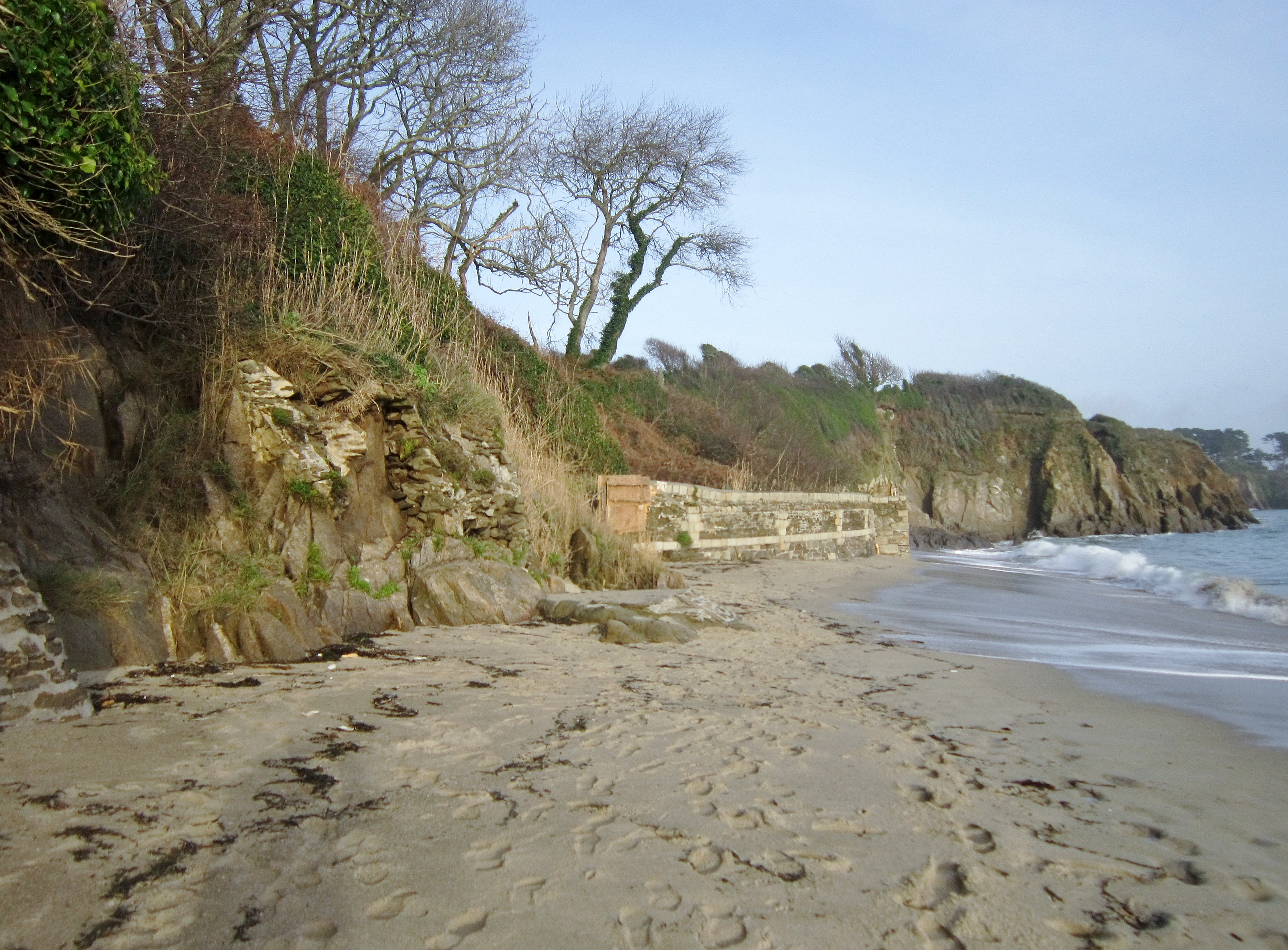
La grève du Cosquer.
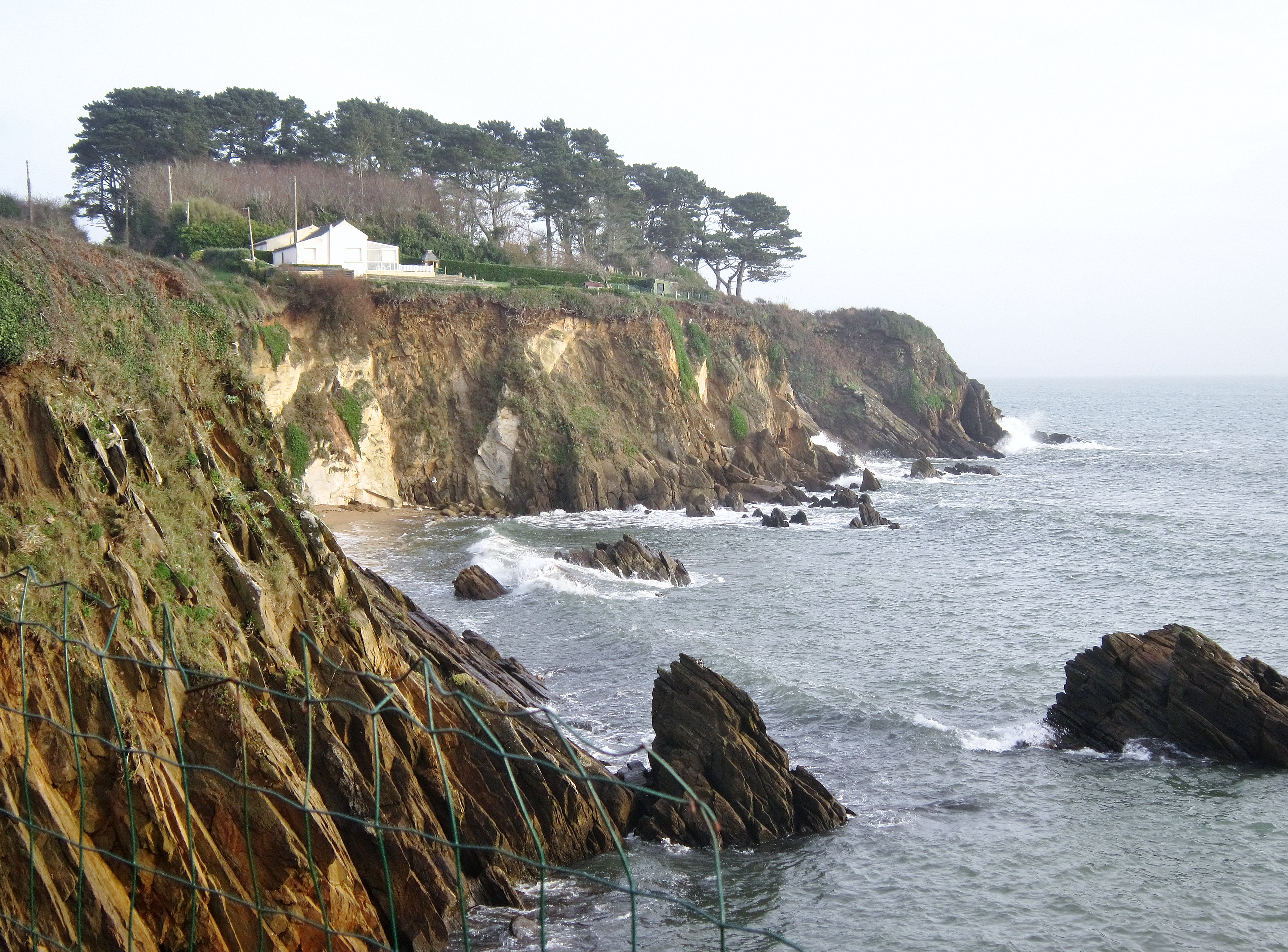
Les falaises du Cosquer.

### Relief et hydrographie
Les altitudes s'échelonnent dans le finage communal entre 85 mètres (dans l'angle nord-est du territoire communal, à la limite de la commune de Locmaria-Plouzané) et le niveau de la mer ; la majeure partie du territoire communal est constituée d'un plateau vers une cinquantaine de mètres d'altitude, ce qui est aussi l'altitude du bourg.
En raison de sa situation péninsulaire, le réseau hydrographique se limite à de minuscules fleuves côtiers, les principaux étant au nord le ruisseau de Kerjean, qui se jette dans l'étang de Kerjean, lui-même tributaire de la ria du Conquet, et forme limite avec Trébabu ; un autre, à la limite est de la commune, qu'il sépare de Locmaria-Plouzané, se jette à Porsmilin.

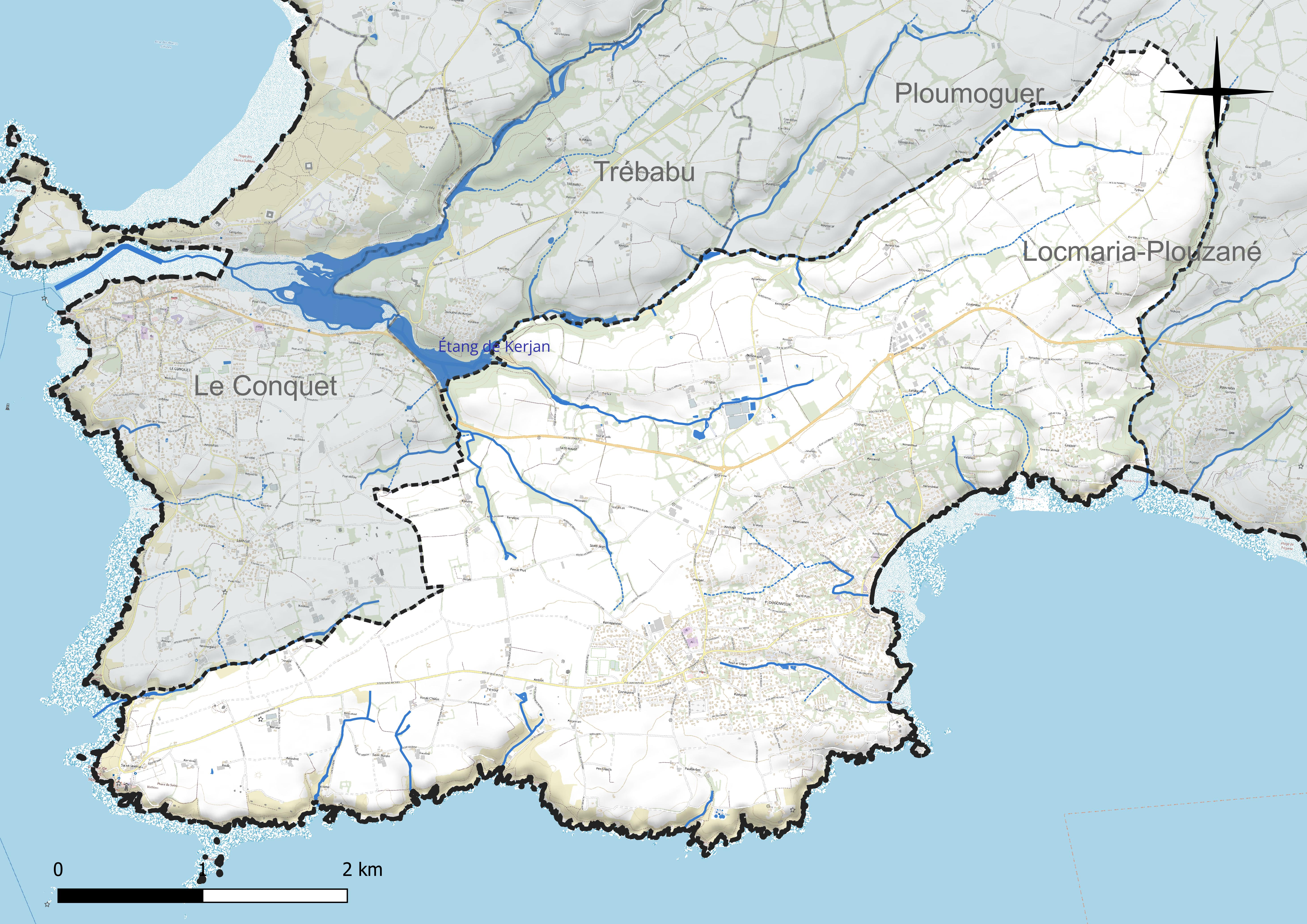
Réseau hydrographique de Plougonvelin.

Un plan d'eau complète le réseau hydrographique : l'étang de Kerjan, d'une superficie totale de 9,5 ha (0,1 ha sur la commune).

### Géologie
De la granulite affleure à l'est de l'Anse de Bertheaume.

### Climat
Le climat qui caractérise la commune est qualifié, en 2010, de « climat océanique franc », selon la typologie des climats de la France qui compte alors huit grands types de climats en métropole. En 2020, la commune ressort du type « climat océanique » dans la classification établie par Météo-France, qui ne compte désormais, en première approche, que cinq grands types de climats en métropole. Ce type de climat se traduit par des températures douces et une pluviométrie relativement abondante (en liaison avec les perturbations venant de l'Atlantique), répartie tout au long de l'année avec un léger maximum d'octobre à février.
Les paramètres climatiques qui ont permis d'établir la typologie de 2010 comportent six variables pour les températures et huit pour les précipitations, dont les valeurs correspondent à la normale 1971-2000. Les sept principales variables caractérisant la commune sont présentées dans l'encadré ci-après.
| Paramètres climatiques communaux sur la période 1971-2000 - Moyenne annuelle de température : 11,9 °C - Nombre de jours avec une température inférieure à −5 °C : 0,3 j - Nombre de jours avec une température supérieure à 30 °C : 0 j - Amplitude thermique annuelle : 9,4 °C - Cumuls annuels de précipitation : 829 mm - Nombre de jours de précipitation en janvier : 15,8 j - Nombre de jours de précipitation en juillet : 7 j |

Avec le changement climatique, ces variables ont évolué. Une étude réalisée en 2014 par la Direction générale de l'Énergie et du Climat complétée par des études régionales prévoit en effet que la température moyenne devrait croître et la pluviométrie moyenne baisser, avec toutefois de fortes variations régionales. La station météorologique de Météo-France installée sur la commune et mise en service en 1929 permet de connaître l'évolution des indicateurs météorologiques. Le tableau détaillé pour la période 1981-2010 est présenté ci-après.
| Mois                                  | jan.            | fév.            | mars            | avril           | mai             | juin           | jui.            | août            | sep.            | oct.           | nov.            | déc.            | année     |
| ------------------------------------- | --------------- | --------------- | --------------- | --------------- | --------------- | -------------- | --------------- | --------------- | --------------- | -------------- | --------------- | --------------- | --------- |
| Température minimale moyenne (°C)     | 6,3             | 5,7             | 7               | 7,7             | 10,1            | 12,5           | 14,5            | 14,7            | 13,6            | 11,6           | 8,9             | 7,2             | 10        |
| Température moyenne (°C)              | 8,2             | 7,8             | 9,3             | 10,4            | 13,1            | 15,4           | 17,3            | 17,5            | 16,3            | 13,8           | 11              | 9,2             | 12,5      |
| Température maximale moyenne (°C)     | 10,2            | 9,9             | 11,6            | 13,2            | 16,1            | 18,2           | 20,1            | 20,2            | 19,1            | 16,1           | 13,1            | 11,1            | 14,9      |
| Record de froid (°C) date du record   | −8,4 13.01.1987 | −9,8 21.02.1948 | −5,1 10.03.1935 | −0,6 11.04.1978 | 2,5 01.05.1935  | 6,2 01.06.1936 | 8 01.07.1948    | 8,7 05.08.1929  | 6,6 29.09.1936  | 0,8 28.10.1947 | −3,2 29.11.1977 | −6 19.12.1938   | −9,8 1948 |
| Record de chaleur (°C) date du record | 16,2 04.01.1948 | 15,5 13.02.1998 | 21,8 19.03.05   | 27,8 23.04.1984 | 29,4 16.05.1992 | 32,4 25.06.01  | 34,6 12.07.1983 | 33,2 02.08.1990 | 29,8 05.09.1991 | 24 03.10.1986  | 20 05.11.1946   | 16,4 02.12.1985 | 34,6 1983 |
| Précipitations (mm)                   | 67,3            | 54,7            | 53,6            | 52,1            | 46,8            | 30,1           | 32,5            | 38,6            | 49,1            | 69,2           | 67,4            | 79,1            | 640,5     |

## Urbanisme

### Typologie
Au 1er janvier 2024, Plougonvelin est catégorisée bourg rural, selon la nouvelle grille communale de densité à 7 niveaux définie par l'Insee en 2022.
Elle appartient à l'unité urbaine de Plougonvelin, une unité urbaine monocommunale constituant une ville isolée,. Par ailleurs la commune fait partie de l'aire d'attraction de Brest, dont elle est une commune de la couronne,. Cette aire, qui regroupe 68 communes, est catégorisée dans les aires de 200 000 à moins de 700 000 habitants,.
La commune, bordée par la mer d'Iroise, est également une commune littorale au sens de la loi du 3 janvier 1986, dite loi littoral. Des dispositions spécifiques d'urbanisme s'y appliquent dès lors afin de préserver les espaces naturels, les sites, les paysages et l'équilibre écologique du littoral, tel le principe d'inconstructibilité, en dehors des espaces urbanisés, sur la bande littorale des 100 mètres, ou plus si le plan local d'urbanisme le prévoit.

### Occupation des sols
L'occupation des sols de la commune, telle qu'elle ressort de la base de données européenne d'occupation biophysique des sols Corine Land Cover (CLC), est marquée par l'importance des territoires agricoles (80,3 % en 2018), une proportion sensiblement équivalente à celle de 1990 (81,1 %). La répartition détaillée en 2018 est la suivante : 
zones agricoles hétérogènes (46 %), terres arables (33 %), zones urbanisées (16 %), forêts (1,9 %), milieux à végétation arbustive et/ou herbacée (1,5 %), prairies (1,3 %), eaux maritimes (0,3 %), zones humides côtières (0,1 %). L'évolution de l'occupation des sols de la commune et de ses infrastructures peut être observée sur les différentes représentations cartographiques du territoire : la carte de Cassini (XVIIIe siècle), la carte d'état-major (1820-1866) et les cartes ou photos aériennes de l'IGN pour la période actuelle (1950 à aujourd'hui).

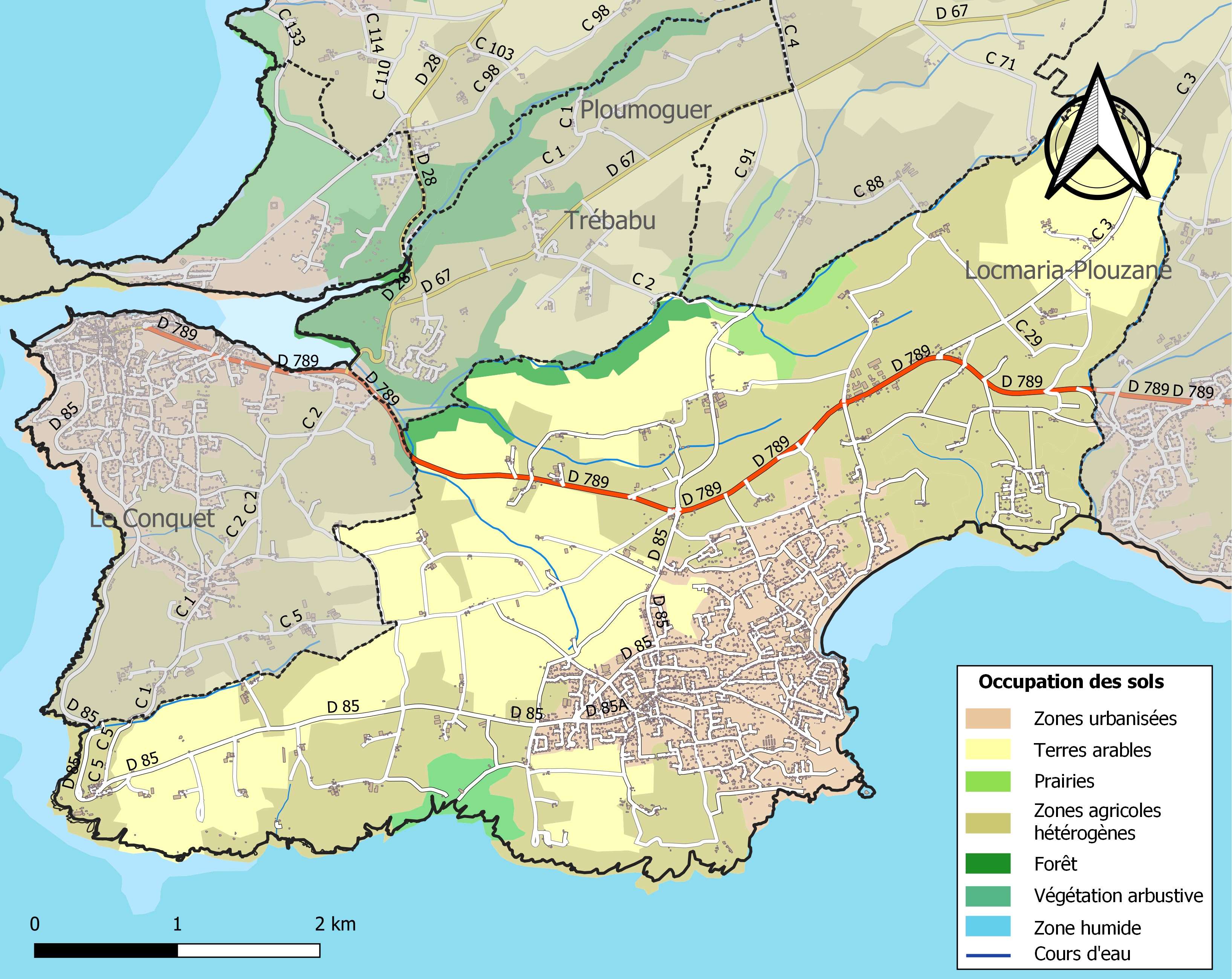
Carte des infrastructures et de l'occupation des sols de la commune en 2018 (CLC).

### Habitat
Le bourg s'est créé légèrement à l'écart du littoral comme c'est le cas fréquemment en Bretagne, les premiers immigrants Bretons ayant fondé leurs plous à une certaine distance de la côte par crainte des invasions, notamment des pirates saxons. Ce n'est que dans la seconde moitié du XXe siècle que ses extensions balnéaires ont atteint le littoral, d'abord le long de la plage du Trez-Hir, puis dans la région de la plage et de la pointe de Bertheaume.
L'ancien bourg paroissial de Saint-Mathieu (ce n'est plus qu'un hameau) n'est pas non plus en situation immédiatement littorale, les falaises de la pointe Saint-Mathieu pouvant aussi être un élément d'explication.
L'habitat rural est traditionnellement dispersé en petits hameaux et fermes isolées. Outre le bourg, une rurbanisation est sensible juste en arrière de la côte dans le secteur du Cosquer.

### Transports
La commune est principalement desservie par la D 789 (ancienne Route nationale 789 déclassée) qui joint Brest au Conquet et traverse la partie nord de son territoire. Le bourg n'est desservi que par des routes plus secondaires, la principale étant la D 85 qui va jusqu'à la Pointe Saint-Mathieu.
En dépit de sa situation littorale, la commune ne possède aucun port, le principal étant celui de la commune voisine du Conquet ; mais sa situation péninsulaire à l'entrée du goulet de Brest et la dangerosité de ses côtes expliquent la présence sur son territoire de plusieurs équipements de signalisation maritime (balises, amers, sémaphore, phare).

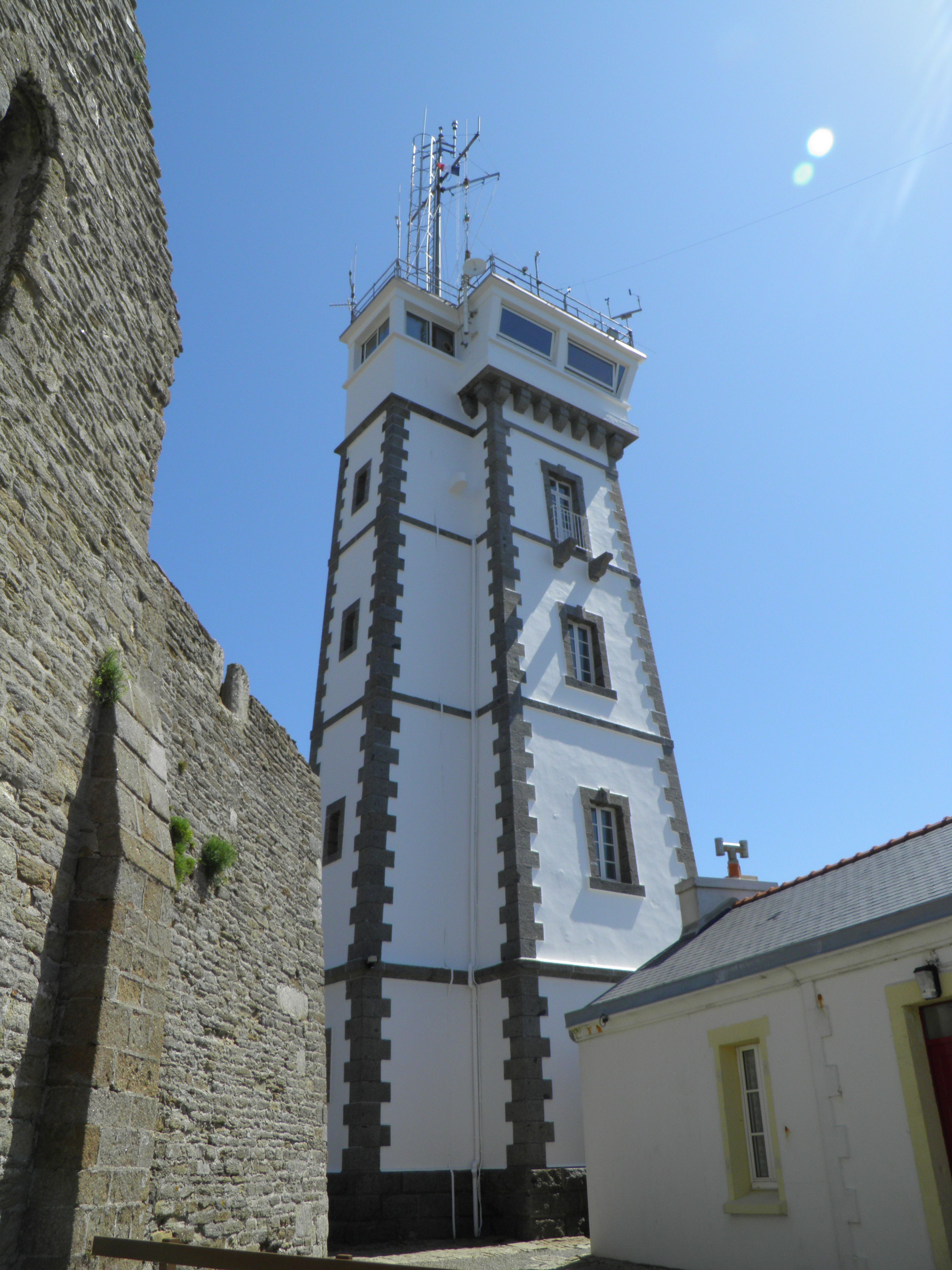
Le sémaphore de la Pointe Saint-Mathieu.
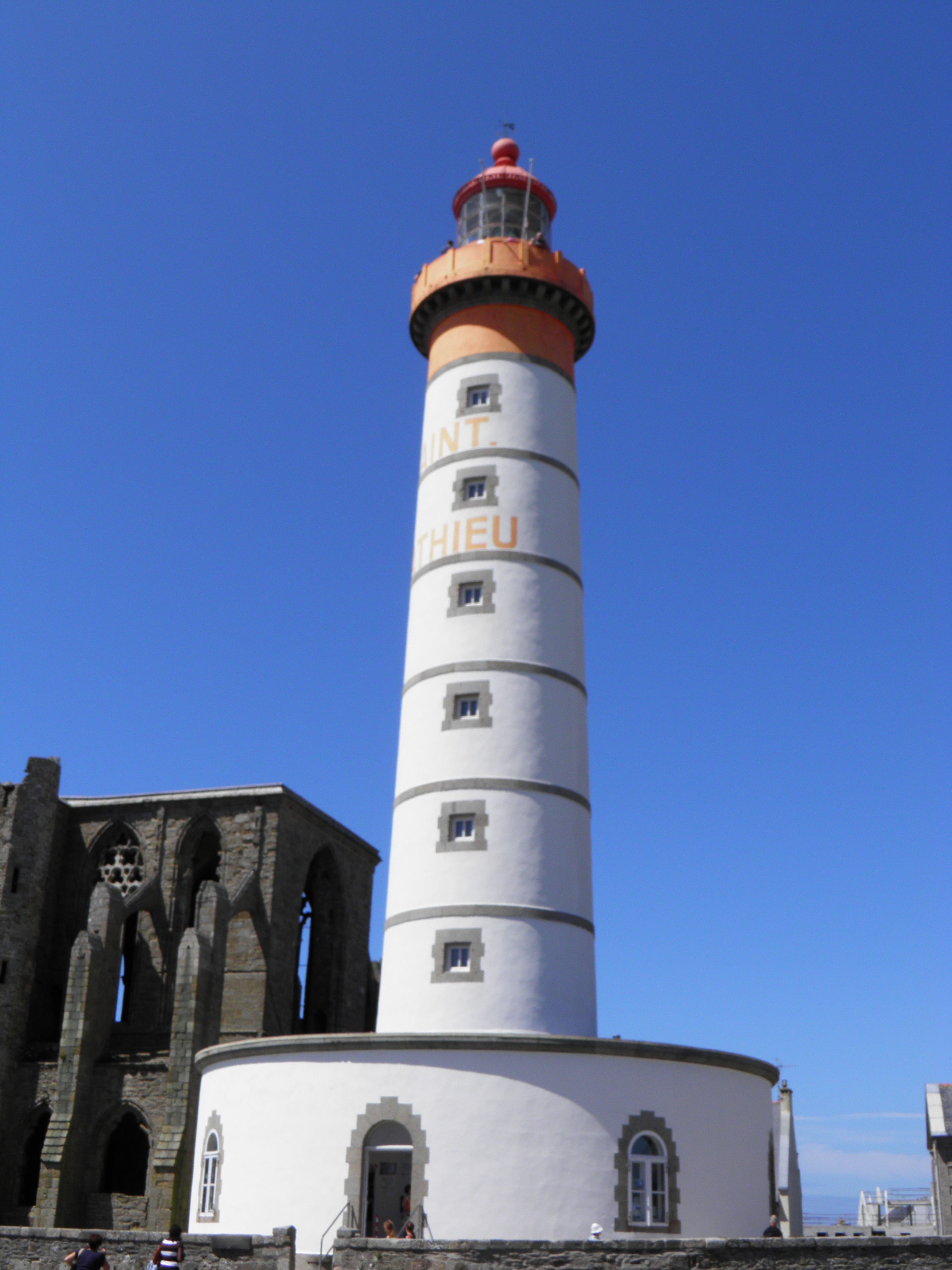
Le phare de la Pointe Saint-Mathieu.
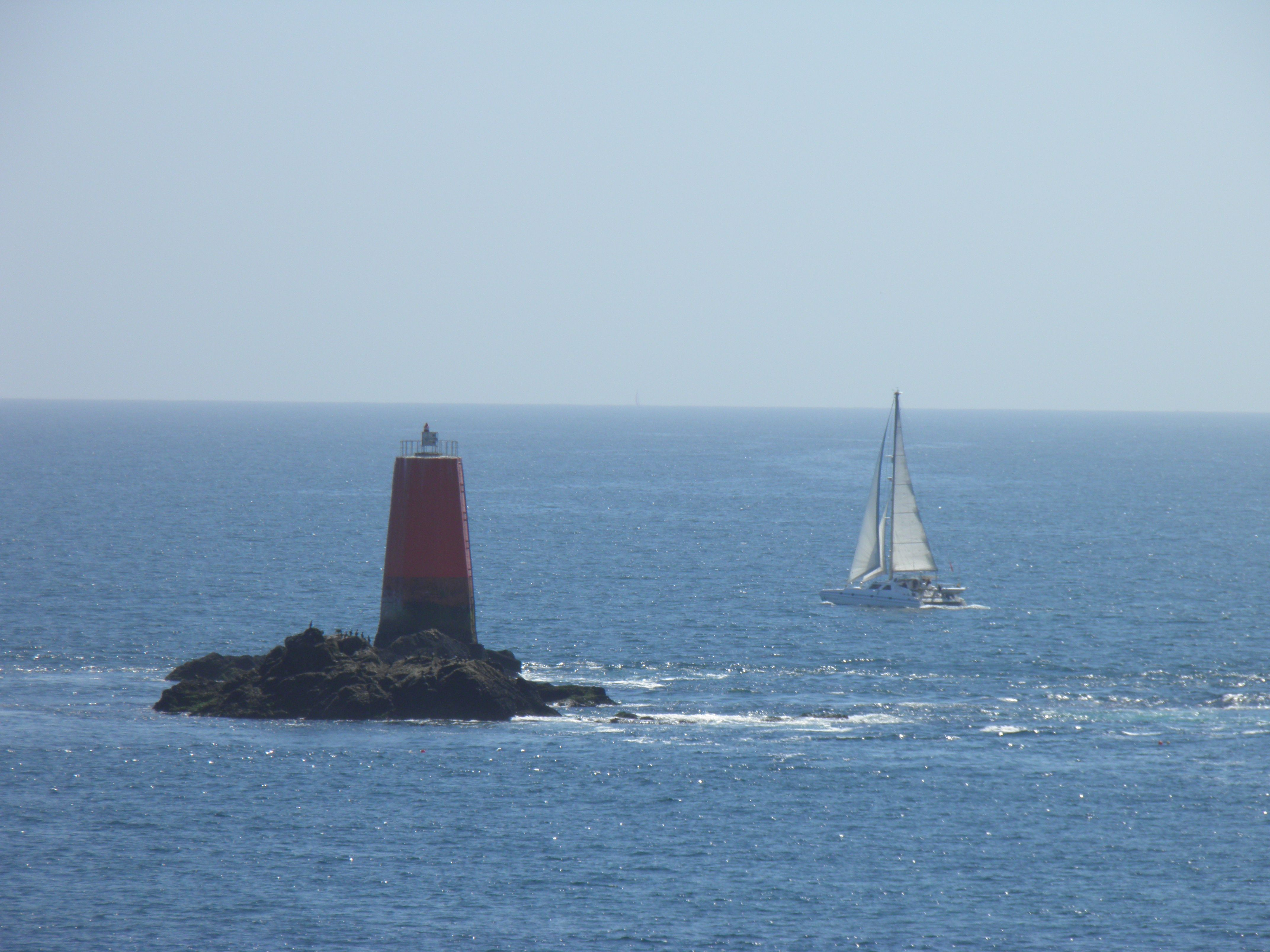
Balise au large de la Pointe Saint-Mathieu.
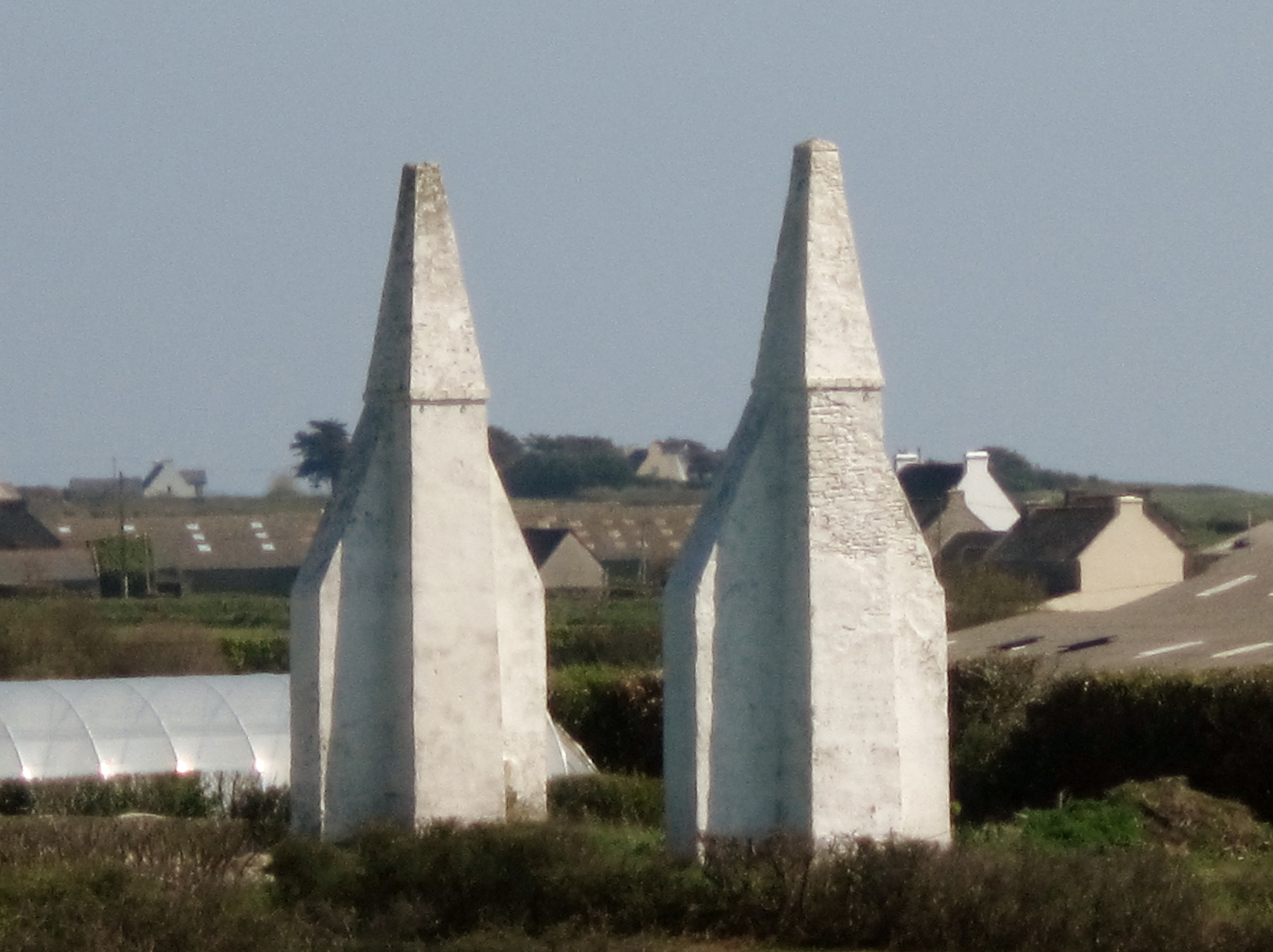
Les deux amers de Plougonvelin, non loin de la Pointe Saint-Mathieu.

## Toponymie
Attestée sous les formes Ploeconvelen en 1330 et en 1369 sous la forme latine de Plebs Convelen.
Ce toponyme vient du breton Plou signifiant "paroisse" et de l'anthroponyme Konvel, saint de Bretagne.
Plougonvelen est dédié à saint Gwenaël, second abbé de Landévennec.

## Histoire

### Préhistoire
Les deux menhirs situés à proximité de la Pointe Saint-Mathieu, par la suite christianisés, ont fait l'objet d'une étude détaillée publiée en 1915, notamment celui d'entre eux portant de nombreuses cupules ; ces deux menhirs ne seraient plus à leur emplacement originel et auraient été déplacés et retaillés par les moines de l'abbaye voisine, raison pour laquelle ils sont connus désormais sous l'expression « Gibet des moines ».

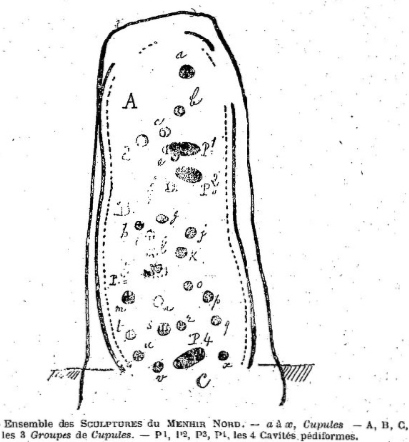
Les cupules de l'un des deux menhirs dits du « Gibet des Moines ».

Une nécropole datant de l'âge du bronze a été découverte en 1958 sur le plateau de Bertheaume par un agriculteur qui labourait son champ. Les tombes les plus anciennes remontent à environ 1 800 ans avant J.-C. En novembre 2020, lors de la troisième campagne de fouilles menées par l'INRAP, les archéologues ont découvert un coffre suffisamment étanche pour avoir préservé les ossements du défunt, ce qui est très rare en Bretagne en raison de l'acidité des sols.

### Antiquité
Une voie romaine venant de Vorgium (Carhaix) via Vorganium (Kérilien en Plounéventer) se divisait en plusieurs branches après Saint-Renan ; l'une aboutissait à la pointe Saint-Mathieu (qui était sans doute Gesocribate (qui figure sur la Table de Peutinger), non loin du Conquet. Un port romain (Portus Salionicus), dont il ne subsiste qu'un vague relief sous-marin en forme de quai, se trouvait à Porsliogan (Porz Liogan) en Le Conquet. L'historien Jean-Yves Éveillard a retrouvé une portion de cette voie romaine (un sentier non loin de la chapelle Saint-Jean et qui rejoignait un point situé au nord de l'abbaye de Saint-Mathieu) ; il a aussi découvert une tombe romaine sur la plage du Trez-Hir après les grosses tempêtes de février 2013.

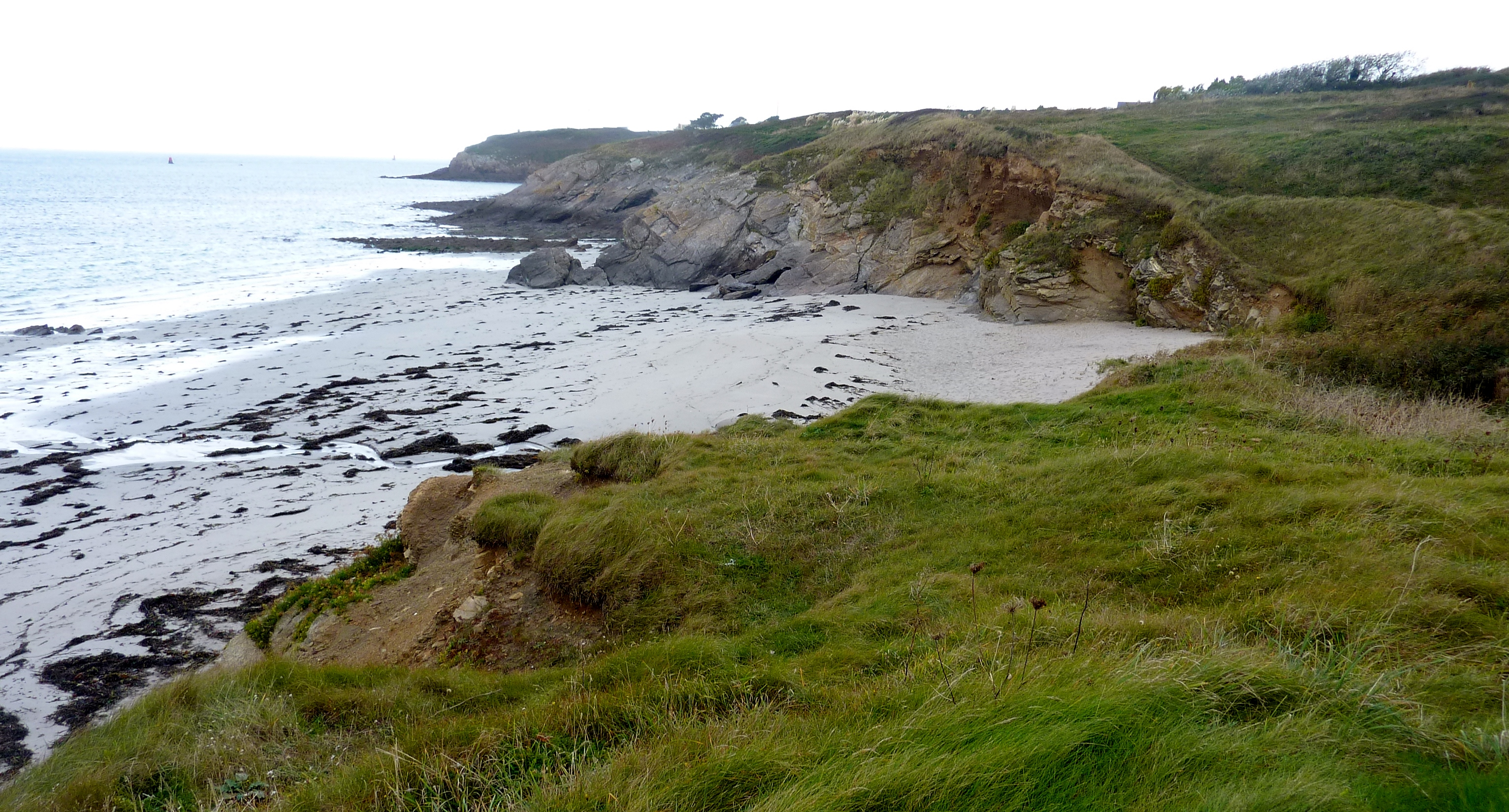
La plage de Porsliogan, site d'un ancien port romain (en Le Conquet).

### Moyen-Âge

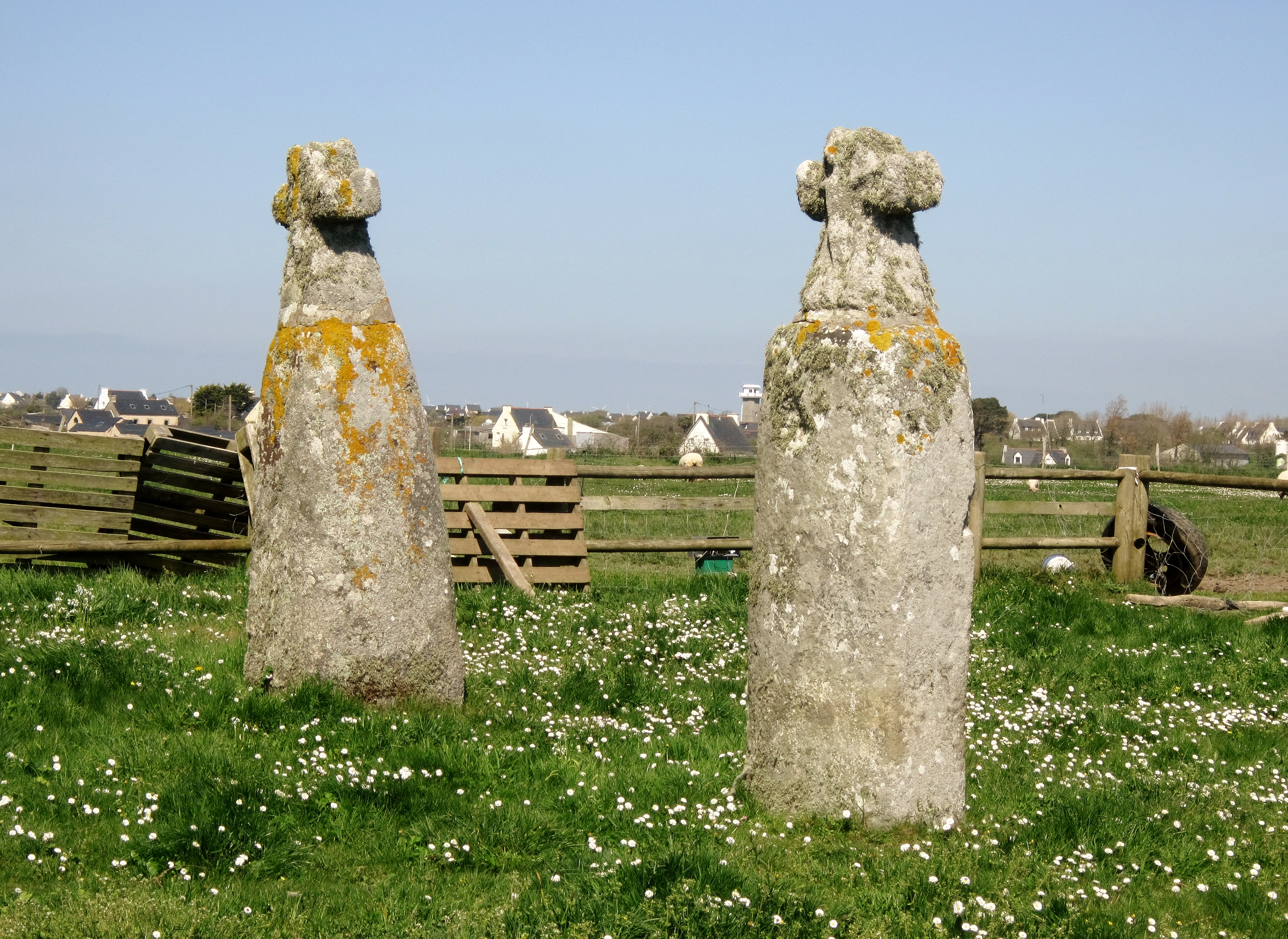
Le « Gibet des moines » est le nom donné aux deux stèles de l'âge du fer christianisées par une croix de pierre. Il est douteux que quiconque y ait jamais été pendu !

Frère Mathieu, un moine copiste de l'abbaye de Saint-Mathieu, raconte dans le cartulaire de l'abbaye qu'en janvier 1296, un homme qui terrorisait la région de Trébabu jusqu'à Saint-Renan et même Bohars, aurait été pendu au « Gibet des moines» en Plougonvelin, nom donné enncore à ce jour aux deux stèles de l'âge du fer christianisées par l'adjonction de croix en pierre. Si cette histoire a probablement une part de vérité, le lieu de l'exécution est probablement erroné car les moines de l'abbaye de Saint-Mathieu, qui disposaient du droit de haute justice n'exécutaient pas les condamnés à cet endroit (aucune trace de gibet n'a d'ailleurs été retrouvée à cet emplacement) mais à Creac'h ar Justis.
La famille Jouan de Kervénoaël était « seigneur de Penanec'h, de Kervénigan, de Keranmoal, de Kervénoaël et autres lieux » ; elle est mentionnée aux montres et réformations entre 1426 et 1538 pour les paroisses de Plouzané, Saint-Renan, Treffabu, Milizac et Plougouvelin (Plougonvelin) et confirmée de lointaine extraction noble par un arrêt du Parlement de Bretagne en date du 5 mai 1675.

### Époque moderne
Au XVIe siècle, Plougonvelin faisait partie de la sénéchaussée de Brest et Saint-Renan. La trève de Loc-Mahé Pen ar Bed (ou Saint-Mathieu Fin de Terre) dépendait de la paroisse de Plougonvelin.
Les combats entre Anglais et Français étaient alors nombreux : l'un des plus célèbres, la Bataille de Saint-Mathieu, opposa le 10 août 1512 notamment La Cordelière et le Regent à la sortie du goulet de Brest, au large de Plougonvelin. Des recherches archéologiques sous-marines ont été menées en vain en 1997 et 2001 pour retrouver leurs épaves ; de nouvelles campagnes de prospection ont lieu en 2018 et 2019.
Un morceau de canon long de 63 cm et datant du XVIIe siècle, ayant probablement servi lors des combats entre Anglais et Français, trouvé au pied du fort de Bertheaume, a été remonté le 17 juin 2019.
« Le 29 juillet 1558 une flotte de vaisseaux anglais et flamands débarqua au port du Conquet ; les soldats accoururent à Plougouvelin [Plougonvelin], qu'ils pillèrent, et mirent le feu aux quatre coins du bourg : en moins de trois heures, deux cent vingt maisons avec l'église paroissiale furent consumées. Le château de Plouriorech, situé à peu de distance du bourg, fut aussi pillé par l'ennemi qui prit, tant en meubles qu'en vaisselle or et argent, artillerie et munitions de guerre, pour une somme de douze mille cinq cents livres ; mais il ne brûla pas le manoir du Poulyot qui appartenait à Sébastien de Poncelin, capitaine de Plougonvelin, présent à la montre de Saint-Renan de 1557. De Kersimon, capitaine de Brest, averti de ce qui se passoit, se mit à la tête de sa garnison, et vint attaquer les Anglais qui avaient déjà pillé tout le pays ; il en tua près de dix mille, et fit seize cents prisonniers, qu'on envoya à Jean de Bretagne, seigneur des Brosses, comte de Penthièvre, duc d'Étampes et gouverneur de Bretagne, qui les employa à la démolition des fortifications de Lamballe » écrit Jean-Baptiste Ogée.
Jean Leprêtre de Lézonnet, commissaire du Roi, fit un rapport décrivant longuement les dégâts consécutifs à cette invasion : « Les témoins ont attesté avoir vu oculairement le Anglais et les Flamands ennemis du Roi mettre le feu aux maisons et églises ci-après déclarées (...) et le nombre des maisons des paroissiens brûlées (..;) en icelle paroisse [Plougonvelin] quatre cent cinquante maisons, dont l'est demeuré que douze maisons entières. (...) Le procureur de la paroisse de Saint-Mahé [Saint-Mathieu] rapporte avoir cinquante maisons de brûlées et les églises. Les religieux de l'abbaye du dit Saint-Mahé avoir été brulés les dortoirs, la sacristie, les chaises du chœur, les images, les chapitres, les ornemens avec chasubles, chappes sacraires d'argent doré, les livres (...). Et la ville du Conquet est rapporté qu'il y avait quatre cent cinquante maisons dont n'est demeuré que huit entières. Au havre du Conquet il y avait le nombre de trente-sept navires garnis et équipés de munitions et artillerie ont été brulés l'artillerie emportée, et pour la soudaine descente de l'armée desdits ennemis qui fut ledit jour à neuf heures du matin sans avoir été découverte jusqu'à l'heure de leur descente, de sorte que les habitants n'ont eu aucun loisir de sauver leurs meubles (...). Rapportent les habitants en avoir perdu trois cent pièces de fer, et de fonte, comme arquebuses avec mousquetons, cerfs-volants, etc.. ».
Le prédicateur Julien Maunoir prêcha une mission à Plougonvelin en 1656.
Le manoir de Saint-Haouen, ainsi que sa métairie, furent achetés en 1657 à Jean de Kerguiziau, seigneur de Kerscao (en Locmaria-Plouzané) par Tanguy Mol, seigneur de Kerjean (en Trébabu) ; les moines de l'abbaye Saint-Mathieu de Fine-Terre tentèrent de s'y opposer et la procédure dura jusqu'en 1708.
Vers 1690, Vauban fit construire la batterie de Toul-Logot pour la défense de la côte ; elle fut reconstruite dans le courant du XVIIIe siècle et est constituée d'un corps de garde, d'un magasin à poudre, d'un grill à boulets (afin de tirer des boulets rouges) et d'une guérite pour la sentinelle. En 1759, une ordonnance de Louis XV ordonne à la paroisse de Plougonvelin et le Mahé [Plougonvelen] de fournir 16 hommes et de payer 105 livres pour « la dépense annuelle de la garde-côte de Bretagne ». En 1793, la batterie était habitée par un gardien et 32 hommes, des paroissiens tirés au sort servant de garde-côtes.

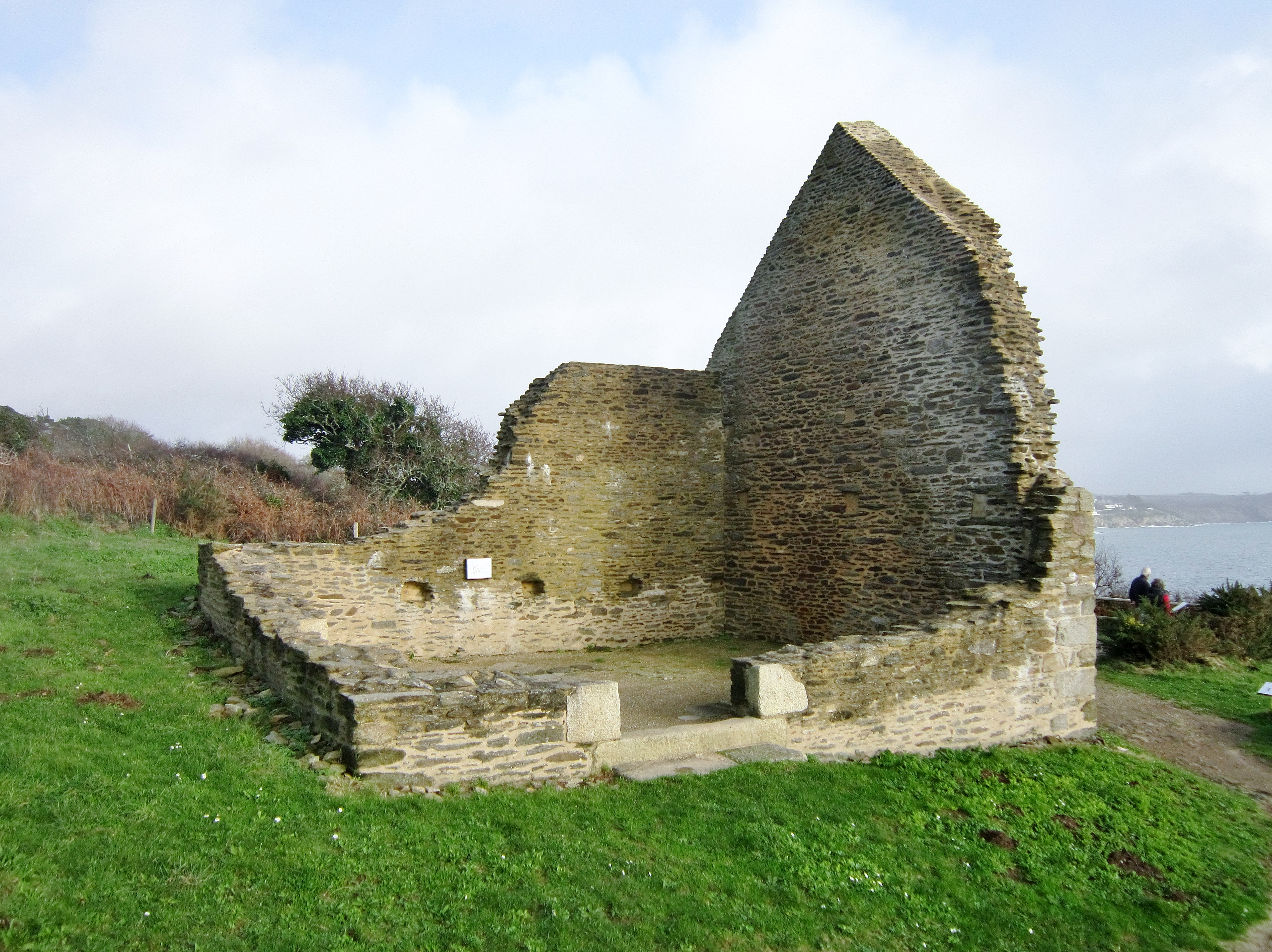
La batterie de Toul-Logot : le corps de garde (reconstitution partielle).
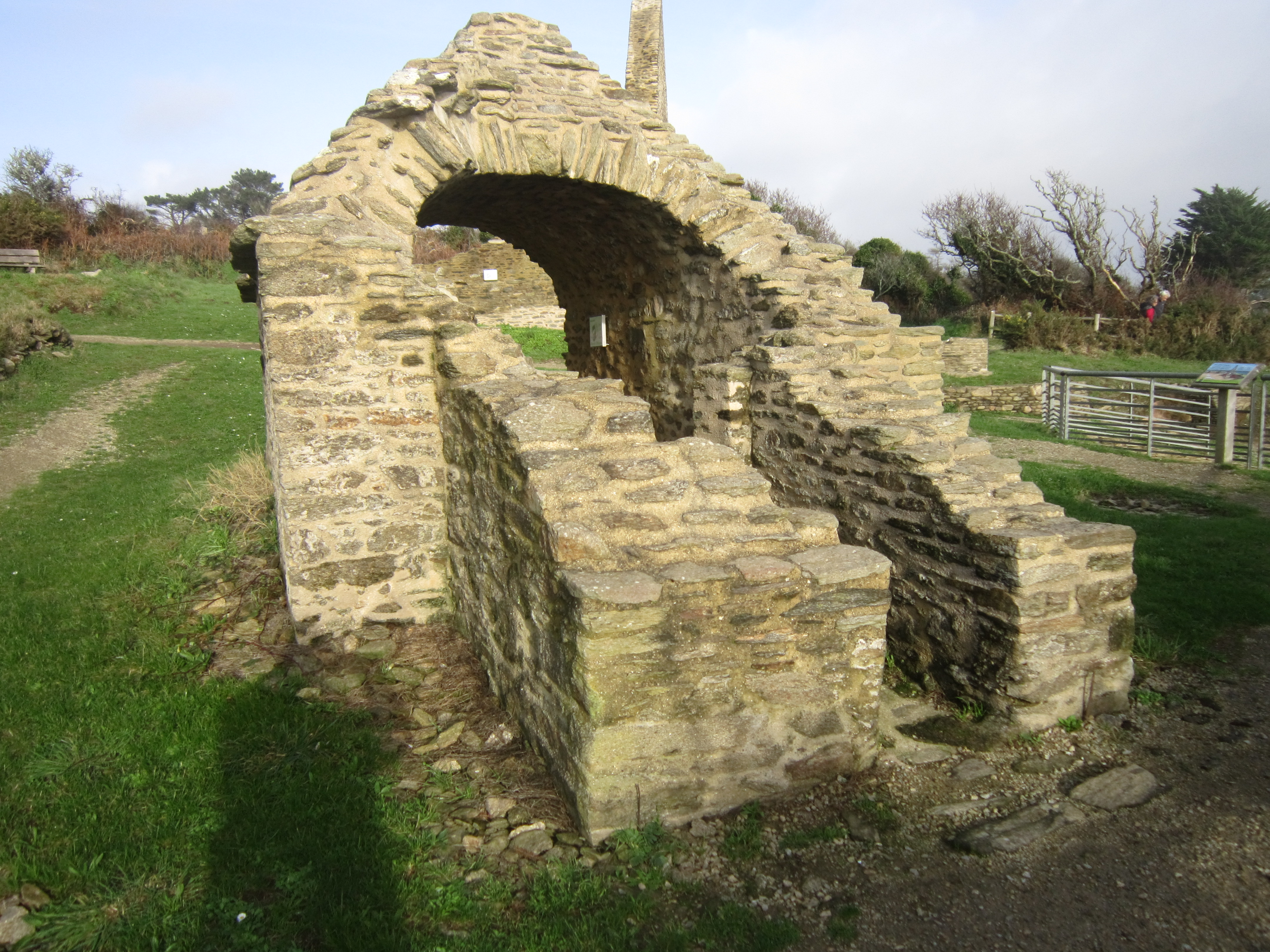
La batterie de Toul-Logot : le magasin à poudre (reconstitution partielle).
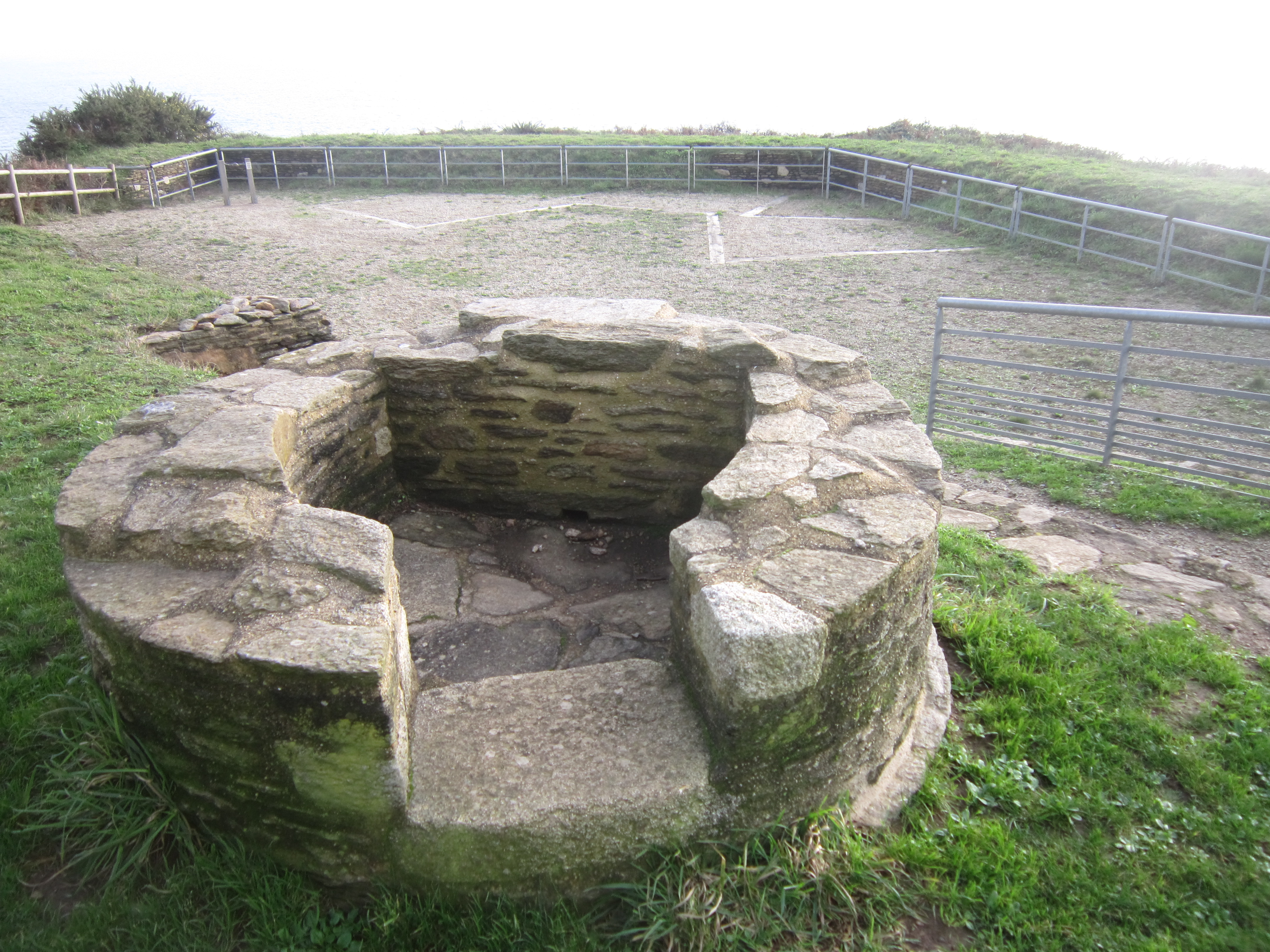
La batterie de Toul-Logot : la guérite (reconstitution partielle).

#### Le centenaire Jean Causeur

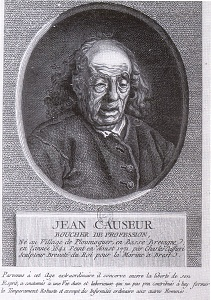
Charles-Marie Caffieri, Portrait de Jean Causeur, boucher de profession (1771, Musée de Bretagne, Rennes)

Jean Causeur, né au village de Lanfeust en Ploumoguer en 1641 selon la tradition (en fait, il serait probablement né vers 1666 selon J. Trévédy), et mort le 30 avril 1774 à Saint-Mathieu en Plougonvelin, à l'âge supposé de 137 ans (en fait aux alentours de 109 ans probablement), veuf de Marie Le Hir et de Louise Aleouet, boucher, devint célèbre de son vivant grâce au portrait que fit de lui Charles-Marie Caffieri. Selon Jacques Cambry, Jean Causeur aurait travaillé pendant longtemps comme ouvrier perceur dans le port de Brest.
Cependant, cette exceptionnelle longévité n'aurait été qu'une imposture. Ses parents sont Sébastien Causeur et Madeleine L'Huel. Il naît à Ploumoguer entre 1665 et 1670. Il épouse le 8/6/1690 la Brestoise, Marie Le Hir, qui décède un an après. Il épouse ensuite le 9 octobre 1692 Louise Halscouet, originaire de Ploumoguer. Il fait courir le bruit qu'il avait été baptisé par Michel Le Nobletz qui était décédé une quinzaine d'années avant sa naissance. Ses biographes lui attribuent au XIXe siècle l'âge de 137 ans, mythe qui sera brisé par Julien Trévédy en 1893.

#### Plougonvelin auXVIIIesiècle
Le 16 décembre 1768 la gabare Dorothée s'échoua au large de la Pointe Saint-Mathieu, entre Les Rospects et Les Vieux Moines : sur les 49 personnes à bord, le naufrage fit 27 victimes, les survivants étant difficilement sauvés en raison de l'état de la mer après deux jours d'efforts. Un dessin de Nicolas Ozanne illustre ce naufrage.
Jean-Baptiste Ogée décrit ainsi Plougonvelin en 1778 :

« Plougouvelin [Plougouvelin] ; sur une hauteur ; à 14 lieues à l'ouest-sud-ouest de Saint-Pol-de-Léon, son évêché ; à 49 lieues de Rennes et à 3 lieues de Brest, sa subdélégation et son ressort. Cette paroisse relève du Roi, et compte 2 800 communiants, y compris ceux du Conquet-Lochrist, sa trève. La cure est présentée par l'Évêque. Ce territoire, borné par la mer au sud, à l'est et à l'ouest, referme des terres fertiles en grains. Les habitants passent pour être de bons cultivateurs. (...) Dans cette paroisse est le fort de Bertheaume, lequel est construit sur un rocher dans la mer ; on ne peut y rentrer que par le moyen d'un bateau, soutenu en l'air par de gros câbles qui le conduisent par le moyen de deux coulisses ; il seroit difficile d'y pénétrer autrement, parce que la mer est, en cet endroit, furieuse et pleine de rochers contre lesquels se briseroient les vaisseaux qui voudroient y aborder. »

Alexandre de Beauharnais est en garnison dans la région du Conquet et notamment au fort de Bertheaume entre 1776 et 1779.

#### La paroisse de Saint-Matthieu-de-Fine-Terre

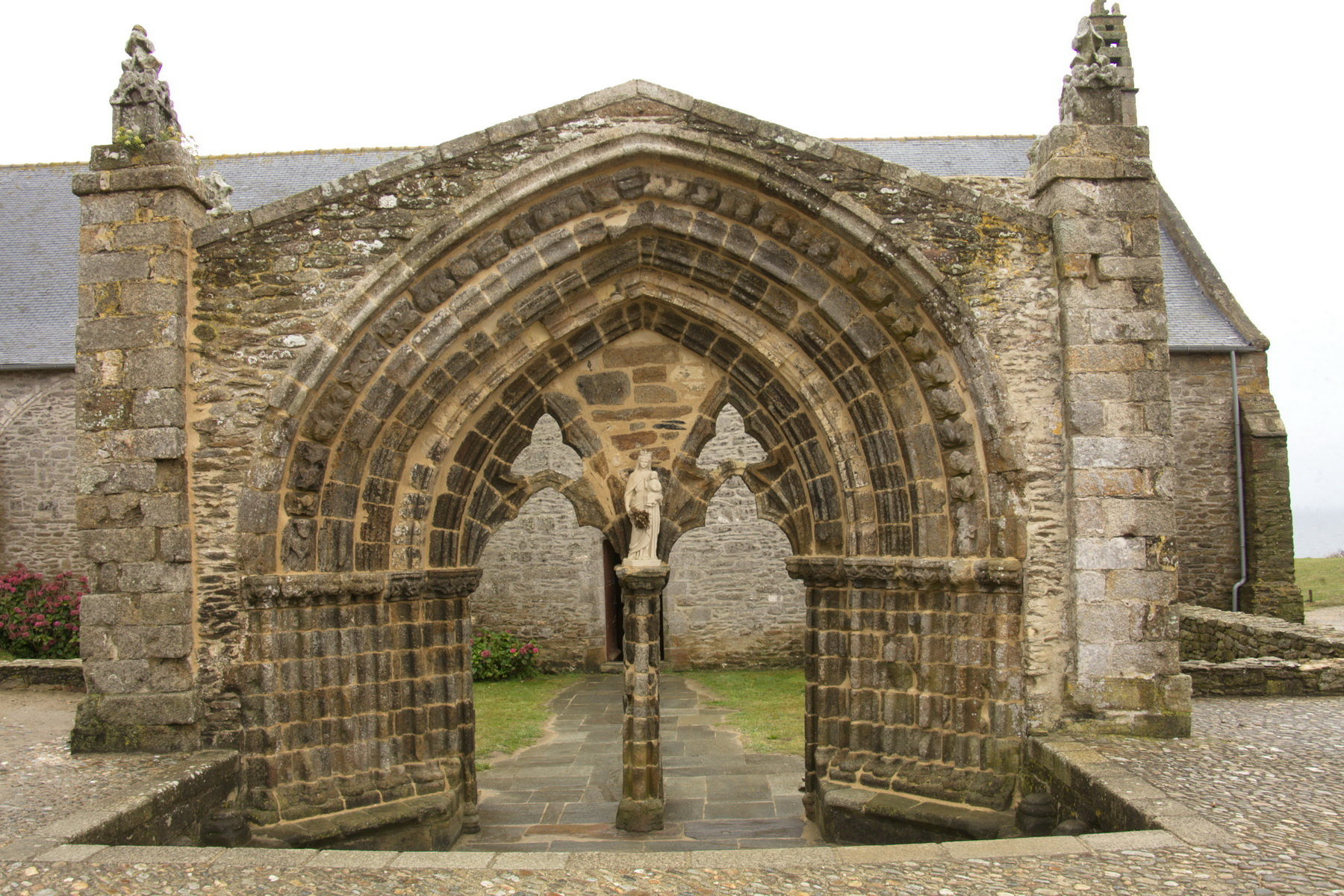
Le portail de l'ancienne église paroissiale Notre-Dame-de-Grâce.

La première chapelle construite, selon une source anonyme se trouvant dans les archives de l'abbaye, aurait été d'abord consacrée à Notre-Dame-du-Bout-du-Monde (Pen-ar-Bed en breton) avant d'être remplacée au VIIe siècle par l'église Notre-Dame-de-Grâce, qui était donc l'église paroissiale, laquelle aurait été reconstruite en style gothique au XIVe siècle (la ville avait alors 36 rues dont une « rue des Angevins » qui rappelle par son nom le tuffeau utilisé en partie pour sa construction et celle de l'église abbatiale. La paroisse avait un cimetière. L'église paroissiale et la ville de Saint-Mathieu furent victimes de la razzia anglaise de 1558. L'église, redevenue simple chapelle en raison de la suppression de la paroisse, fut reconstruite en 1861, seul le portail de l'ancienne église étant conservé.
Jean-Baptiste Ogée décrit ainsi cette paroisse en 1778 :

« Saint-Matthieu-de-Fine-Terre ; au bord de la mer ; à 15 lieues au sud-sud-ouest de Saint-Pol-de-Léon, son évêché ; à 52 lieues de Rennes et à 4 lieues de Brest, sa subdélégation et son ressort. On y compte 250 communiants. La cure est présentée par l'abbé de Saint-Matthieu. Le territoire, borné au sud et à l'ouest par la mer, est très exactement cultivé et très fertile. L'ancien port de Liogan, bâti en briques, et situé entre Saint-Matthieu et Le Conquet, n'est présentement qu'une petite rade foraine, et se nomme la rade de Liocam. La couleur de la terre, pleine de sable blanc et de talc [sic], est brillante et fort belle. L'abbaye de Saint-Matthieu, Ordre de Saint-Benoît, fait partie de cette paroisse. (...). »

En 1845, A. Marteville et P. Varin, continuateurs d'Ogée, écrivent :

« Saint-Mathieu de Fine-Terre est aujourd'hui dans la paroisse de Plougonvelen [Plougonvelin]. Cette ancienne paroisse était dédiée à saint Mathieu, apôtre et évangéliste, dit en breton saint Mazhé ou Mahé ; elle a tiré son nom français du breton Loc Mahé Pen-ar-Bed, dont il est la traduction littérale. Ce nom, latinisé dans le Moyen-Âge en de Fine-Postremo, a été altéré souvent et transformé en celui de "Saint-Mathieu-de-Fine-Posterne". (...). »

### La Révolution française
René Kermergant fut le dernier recteur d'Ancien Régime entre 1779 et 1792 ; il résidait à Lochrist, desservant à la fois la paroisse de Plougonvelin, la trève de Lochrist et la petite paroisse de Saint-Mathieu-de-Fine-Terre.
L'assemblée des paroissiens de Plougonvelin se tint le 5 avril 1789 : Noël Le Guerranic, Mathias Perrot et Jean Perrot furent choisis comme députés pour représenter la paroisse à l'assemblée du Tiers état de la sénéchaussée de Brest et un cahier de doléances fut rédigé, signé par 31 paroissiens, plus François Petton, gouverneur marguillier, et Pierre Créac'h, procureur fiscal de la juridiction de Saint-Mathieu ; un autre cahier de doléances fut rédigé par les paroissiens de Saint-Mathieu : Yves Le Guen, gouverneur marguillier, ne sachant signer, fit signer à sa place son beau-frère, Jean Le Durant.
Le 20 mai 1790 est créé le canton du Conquet qui comprenait Plougonvelin (Saint-Mathieu inclus), Le Conquet, Trébabu, Molène et Ouessant ; il fut supprimé en l'an VIII). En juillet 1791, la nouvelle paroisse de Plougonvelin comprend Plougonvelin, Saint-Mathieu, Le Conquet et Trébabu ; l'église paroissiale de cette grande paroisse est l'ancienne chapelle Saint-Christophe, située au-dessus du port du Conquet, choisie car elle pouvait contenir 450 fidèles (elle a été démolie en 1830 car elle menaçait ruine). Jean-Pierre Le Corre est élu curé constitutionnel de la nouvelle paroisse ; il réside à Lochrist mais son église « reste vide, pendant que l'église de Plougonvelin où est demeuré le pasteur légitime, M. Le Querré, "est devenue le réceptacle de tous les aristocrates" écrit Jean-Pierre Le Corre le 11 juillet 1792 ».
La commune de Plougonvelin est issue de la fusion en 1793 entre l'ancienne paroisse de Plougonvelin (qui incluait la trève de Lochrist et la petite paroisse de Saint-Mathieu-de-Fine-Terre, dix fois moins peuplée.
Le 25 juin 1796 [7 messidor an IV] l'arbre de la liberté planté sur la place centrale de Plougonvelin fut saccagé.

### LeXIXesiècle

#### La première moitié duXIXesiècle
Le 8 mai 1814, le conseil municipal de Plougonvelin adressa une lettre de félicitations très vives au roi restauré Louis XVIII.
A. Marteville et P. Varin, continuateurs d'Ogée, décrivent ainsi Plougonvelin en 1845 :

« Plougonvelen : commune formée de l'ancienne paroisse de ce nom, mois sa trève du Conquet. Le bourg de Plougonvelen n'a rien de remarquable, si ce n'est les grands ormes qui l'ombragent. (...) Le fort Bertheaume, qui donna son nom à l'anse dans laquelle il est situé, est isolé au milieu de la mer, sur un rocher. On y parvenait jadis par un pont de cordes, qui maintenant n'existe plus. Les ruines de l'abbaye de Saint-Mathieu sont maintenant en Plougonvelen. Sur la pointe qui a gardé le nom de Saint-Mathieu a été élevé depuis peu un phare de deuxième ordre, à deux lieues et demie du goulet de Brest (...). C'est un feu tournant, à intervalle d'une demi minute, et qui est élevé de 54 mètres au-dessus des plus hautes marées. Ce phare projette ses feux à six lieues marines. Deux sémaphores, communiquant avec ceux de Brest, sont également établis en cette commune. Il y a foire à Béguerel le 27 avril, les 15 juin et 15 août. Géologie : le gneiss est la roche dominante. Kerbiguet est le centre d'un plateau de granite amphibolique ayant environ 300 mètres de l'est à l'ouest, et 800 mètres du nord au sud. On parle le breton »

Pierre-Marie Modest (né le 17 septembre 1842 au Cosquer en Plougonvelin), fut l'un des onze marins de la corvette à vapeur Dupleix tué par les Japonais à Sakai le 8 mars 1868 lors de l'Incident de Sakai.

#### La deuxième moitié duXIXesiècle
Seize plougonvelinois sont morts pendant la Guerre de 1870, dont Valentin Perrot, décédé au Camp de Conlie.
Fin XIXe siècle la construction de 67 écoles de hameaux a été autorisée dans le Finistère par deux décrets :
- Le décret du 25 octobre 1881 qui a délégué une subvention pour 18 écoles de hameaux sur l'arrondissement de Quimperlé ; toutes ont été bâties.
- Le décret du 14 mars 1882 qui a délégué une subvention pour 50 écoles de hameaux sur les quatre autres arrondissements du département (Brest, Châteaulin, Morlaix, Quimper) à choisir dans les communes « dont le territoire est le plus étendu et les ressources les plus restreintes » ; 49 ont été bâties dont 1 à Plougonvelin (Saint-Mathieu)[58].

Selon Benjamin Girard, en 1889, le bourg de Plougonvelin avait une population agglomérée de 206 habitants. « Le littoral de la commune est défendu par plusieurs forts et batteries, dont les principaux sont le fort Marzin, celui de Créachmeur et le château de Bertheaume, ce dernier construit sur un rocher isolé, à l'entrée de l'anse du même nom ».
En 1892, le curé de Plougonvelin, l'abbé Gauthier, fut accusé d'avoir parlé en chaire contre la nouvelle municipalité républicaine ; son traitement fut supprimé par le ministre des cultes. Maurice d'Hulst, député du Finistère, le défendit à l'Assemblée nationale, disant : « Le curé de Plougonvelin avait simplement invité les fidèles de cette paroisse très chrétienne à prier avec lui en réparation de blasphèmes abominables prononcés à l'entrée de l'église par quelques-uns des individus qui avaient fait du trouble le jour de l'élection ».
Charles Albert Lorentz fut directeur de l'école des garçons entre 1894 et 1919 (son épouse dirigeant l'école des filles) ; il publia des ouvrages pédagogiques et reçut plusieurs distinctions.

#### Le ramassage du goémon
Depuis le XVIIe siècle le ramassage du goémon échoué (goémon de rive) peut être effectué toute l'année, contrairement à la récolte du goémon coupé, qui est beaucoup plus réglementée (autorisée seulement à la fin de l'hiver). Pour remonter le goémon échoué sur les estrans dans des criques difficilement accessibles en raison de falaises abruptes, les habitants du littoral aménagèrent d'ingénieux systèmes, les daviers (davied en breton) : une pierre plate percée d'un trou était placée en surplomb au-dessus de la falaise rendue parfaitement verticale par des murets de pierres sèches ; la pierre plate supportait un mât en bois d'orme portant à son extrémité une poulie et calé grâce au trou aménagé dans la pierre ; grâce à une corde longue de plusieurs dizaines de mètres tirée par un cheval qui était sur le sommet de la falaise, et portant à son extrémité un crochet, le goémon, ratissé sur la grève par des goémoniers équipés de râteaux et de fourches, était remonté (une centaine de kilos à la fois). Ce type de ramassage du goémon a perduré jusque vers le milieu du XXe siècle ; une centaine d'emplacements de daviers ont été identifiés le long du littoral de Plougonvelin. Le goémon récolté servait d'engrais ; il fut aussi incinéré dans des fours à goémon, nombreux tout le long du littoral, afin d'obtenir des pains de soude vendus aux industriels.

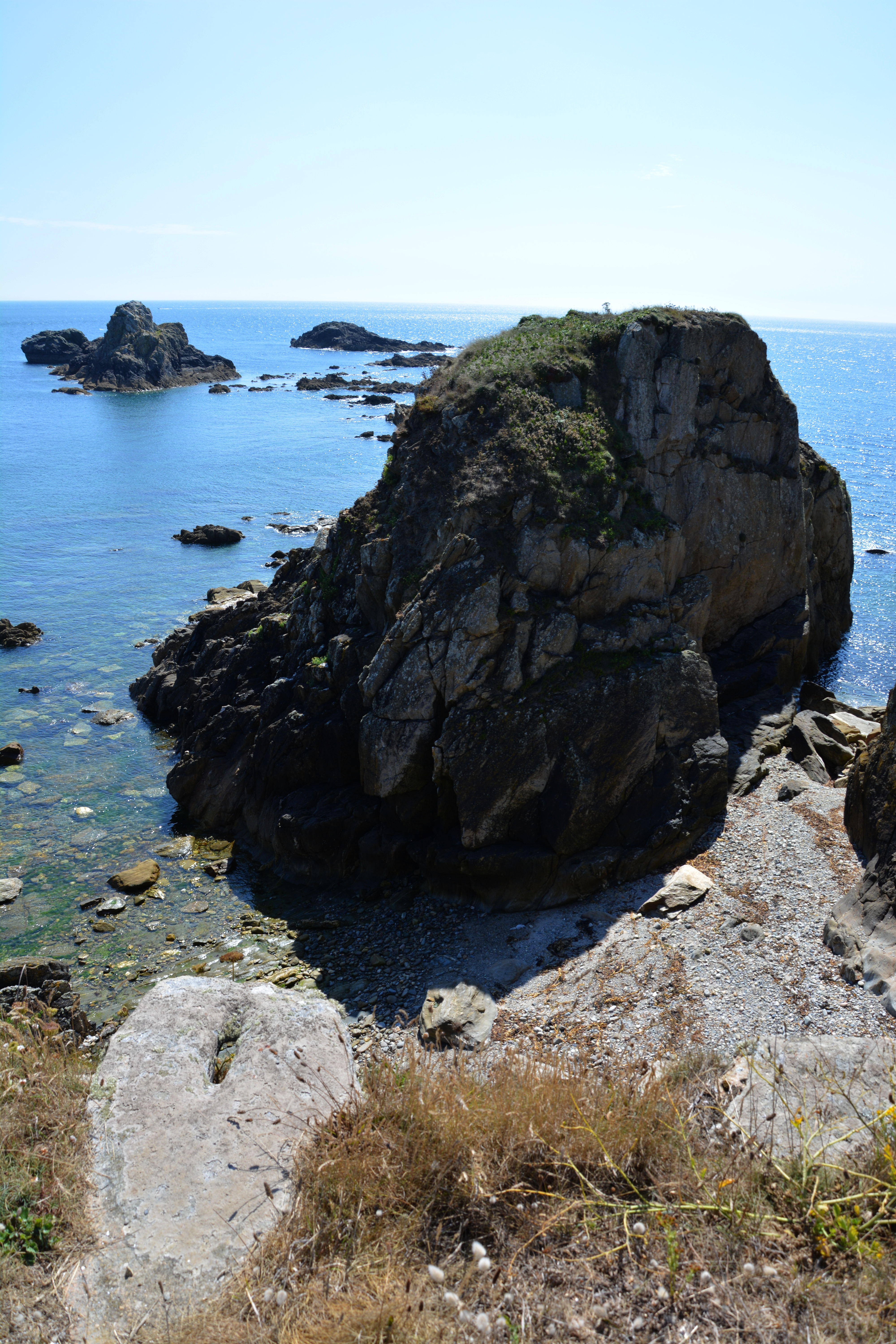
Pierre de davier (système de levage pour le goémon) aux Rospects.
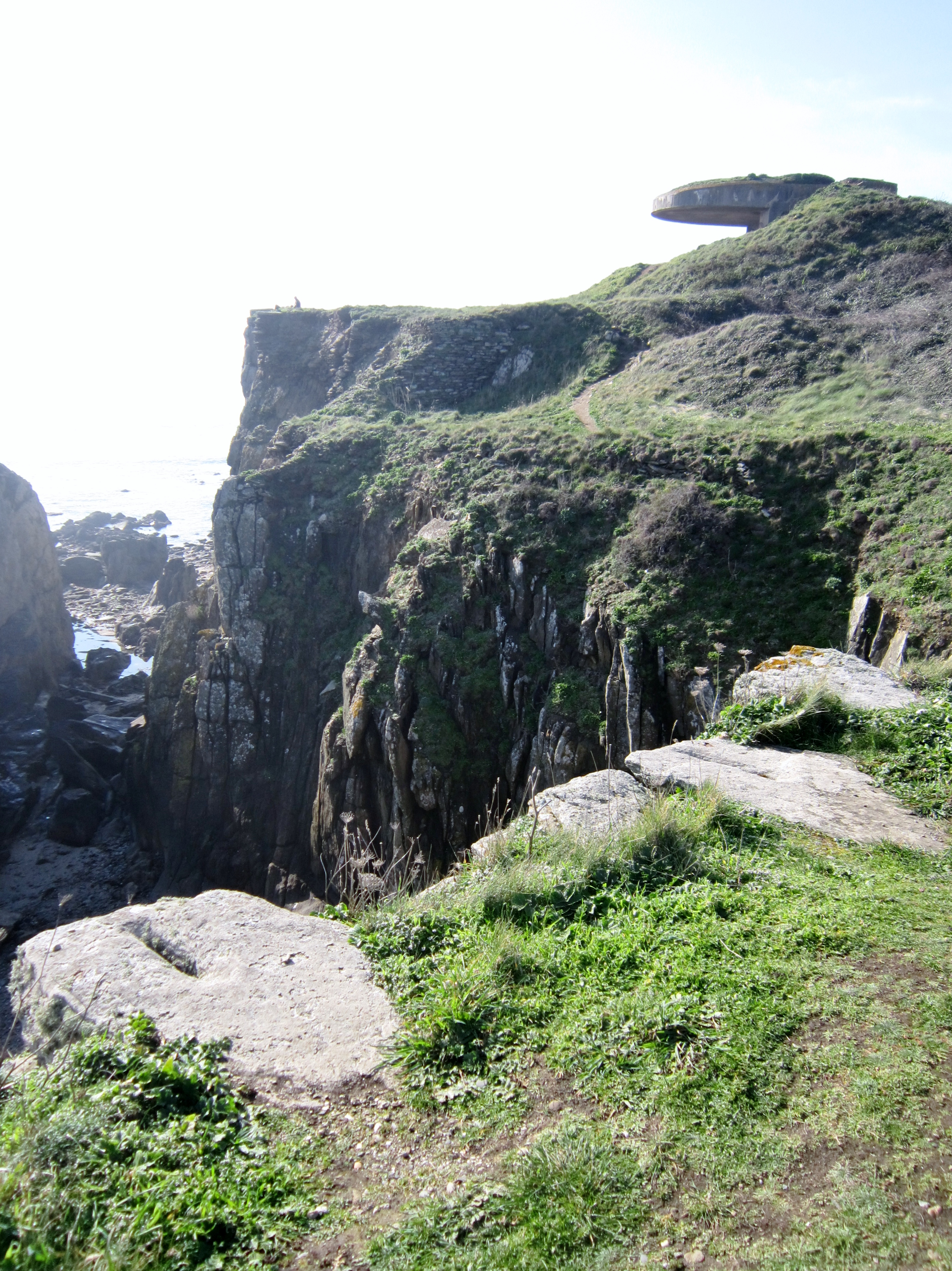
Les Rospects : pierres plates en bord de falaise munies d'un trou rectangulaire qui accueillaient les daviers.
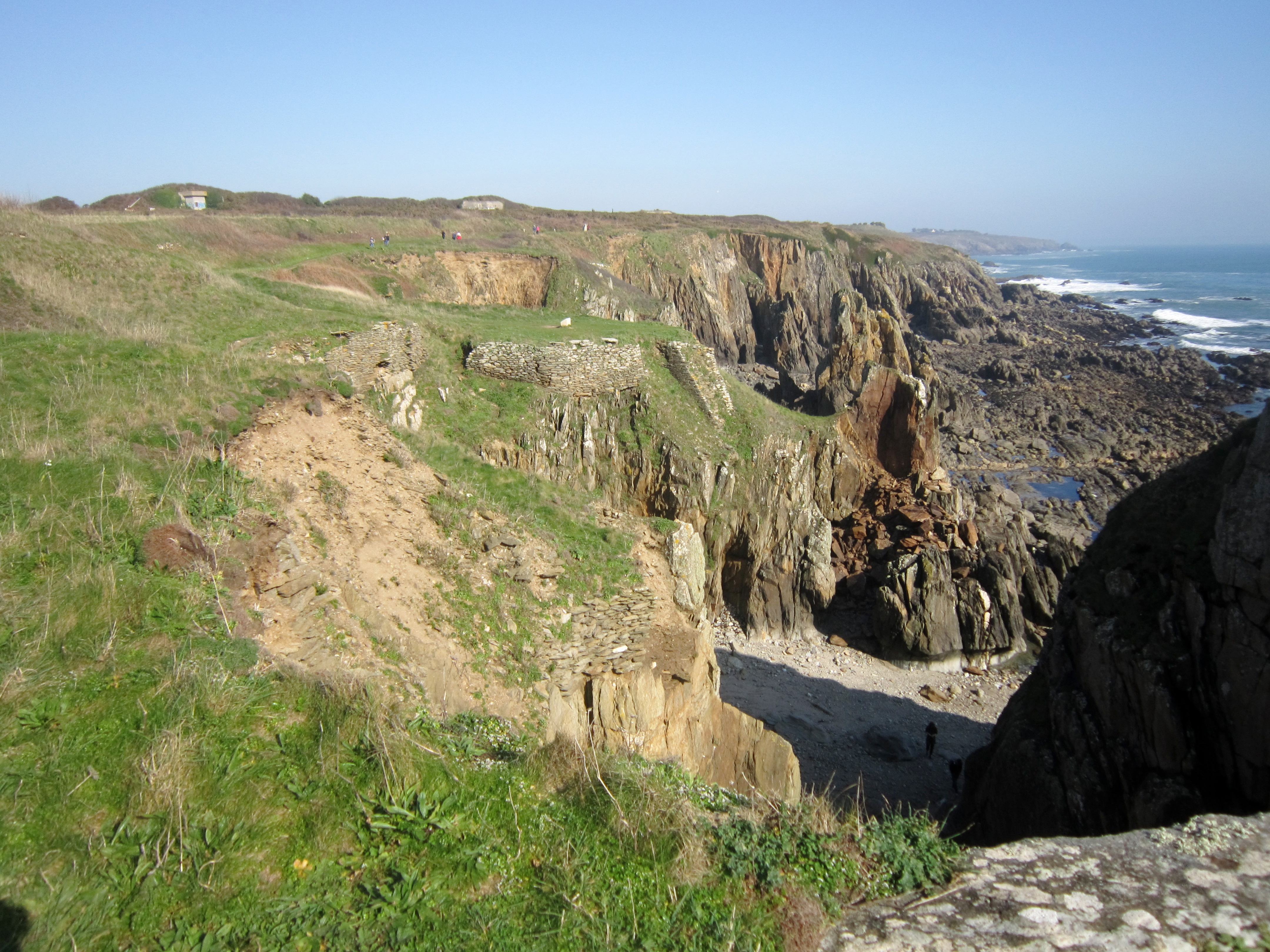
Les falaises des Rospects et les restes des murs de soutènement liés à l'activité goémonière.
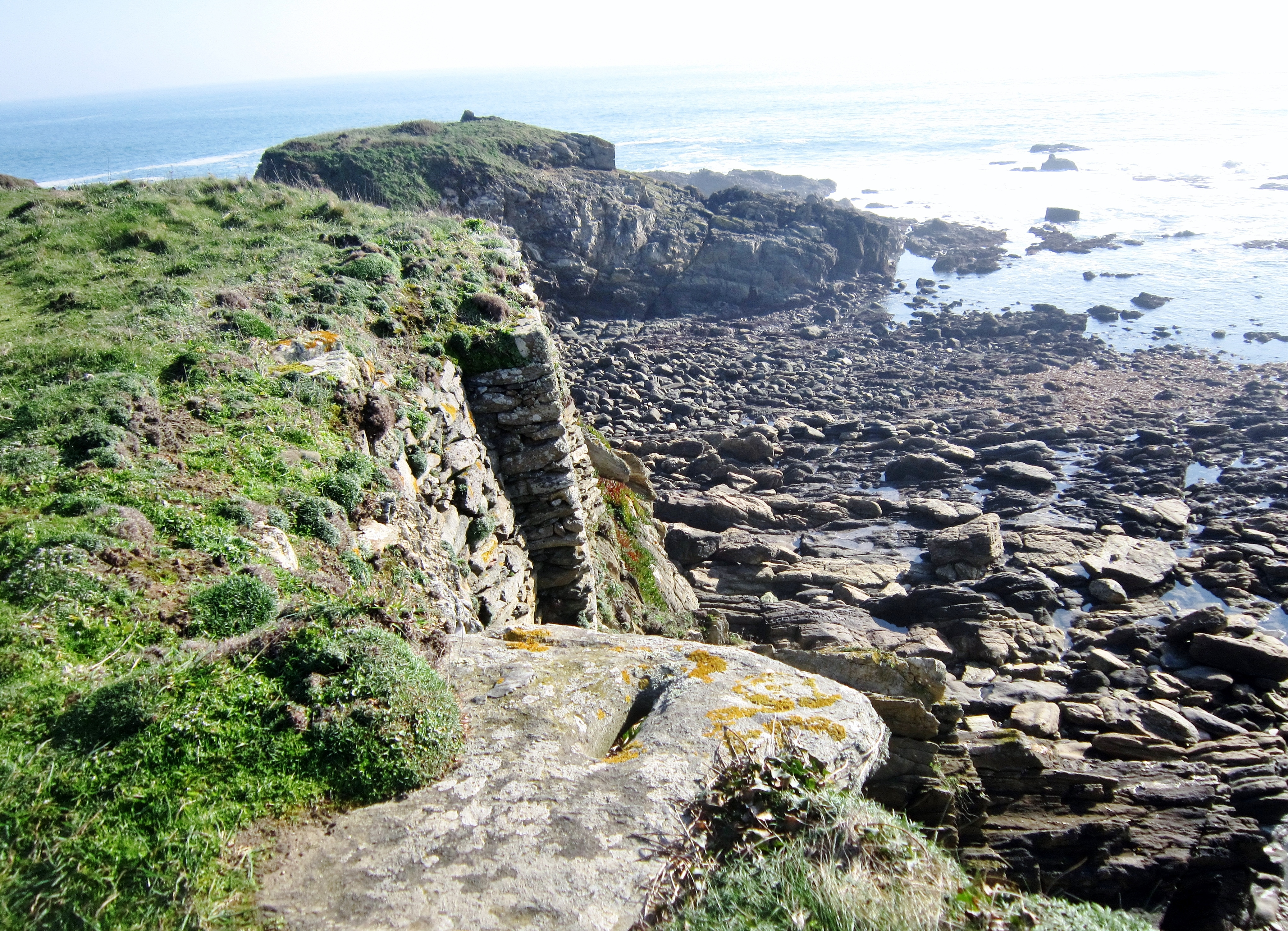
Pierre de davier percée d'un trou et muret de soutènement en sommet de falaise à l'est des Rospects.

### LeXXesiècle

#### La Belle Époque
La population de Plougonvelin opposa une vive résistance à la fermeture de l'école congréganiste de Ploumoguer le 14 août 1902 : cent hommes du 19e régiment d'infanterie et quatre brigades de gendarmerie (celles de Ploudalmézeau, Brest, Le Conquet et Saint-Renan) durent être dépêchées sur place :

« L'exécution de Ploumoguer [les forces de l'ordre avaient agi à Ploumoguer le matin avant de venir à Plougonvelin] connue de très bonne heure à Plougonvelin avait permis aux habitants de cette commune de préparer la résistance. Lorsque [les forces de l'ordre] eurent terminé leur besogne à Ploumoguer, et se dirigeaient vers Plougonvelin, une escouade de jeunes porteurs de cors de chasse, de clairons, de casseroles et de feuilles de zinc se mirent à sonner par toute la commune un carillon peu harmonieux tout en applaudissant frénétiquement l'armée. À l'arrivée des troupes, tout Plougonvelin valide était sur pied depuis minuit. Il était alors une heure de l'après-midi. Sur la façade de l'école, les mots « Liberté, Égalité, Fraternité » éclatent en lettres rouges. Au-dessus est hissée une pancarte portant en lettres noires le mot : « Décédées ». Les agents de la force publique, impuissants à avancer, font charger les gendarmes après trois sommations. Dans la bagarre un jeune prêtre qui vient protéger un groupe de femmes est violemment précipité à terre et piétiné, et c'est à grand peine qu'on peut sauver l'infortuné d'une mort imminente. Et le tintamarre redouble se mêlant aux cris de fureur et aux acclamations. Et les chevaux reculent encore pour s'avancer une fois de plus. Enfin plusieurs membres du clergé s'interposent ainsi que le maire et un certain nombre de conseillers municipaux. Ces messieurs conseillent les protestations énergiques en réprouvant toute violence. Puis les soldats cernent l'entrée de la maison d'école et font évacuer les abords. Sur le perron de l'immeuble se tient M. Chevillotte, avocat à Brest, mandataire de la société civile propriétaire de l'école, qui proteste à haute voix. En dehors la foule continuant ses cris est difficilement contenue par la troupe et tente de reprendre d'assaut la position. À noter que les manifestants n'avaient pas pris d'aliments de la journée. À quatre heures, dans un tapage inouï des casseroles, des clairons, des cors et des trompes, et au milieu des plus grandes difficultés, MM. Robert et Lefebvre [deux commissaires de police] pénètrent chez les Sœurs et accomplissent les formalités d'usage. »

Le 15 septembre 1902, lors de la rentrée des classes, l'école congréganiste de Plougonvelin reste fermée ; « la grande majorité des enfants sont gardés dans leurs familles ; quelques-uns sont rentrés à l'école laïque (...). Plusieurs pères de famille sont décidés à instruire leurs enfants chez eux après les travaux des champs ».
Dans un rapport daté de décembre 1902, le préfet du Finistère indique qu'à Plougonvelin « la grande majorité » de la population adulte ignore le français.
L'ouverture en 1903 de la ligne du Tramway de Brest au Conquet (avec notamment un arrêt au Trez-Hir et un autre à Porsmilin) permit l'essor de la station balnéaire du Trez-Hir ; cette ligne ferma en 1932.
En octobre 1904 une pétition fut signée par des habitants de Plougonvelin afin de protester contre la venue d'une « caravane scolaire » (camp d'écoliers) brestoise l'été précédent au Trez-Hir ; les signataires se plaignant des troubles provoqués par ces jeunes, la municipalité promit de ne plus accueillir ces jeunes dorénavant.
Une première tentative de faire l'inventaire des biens d'église à Plougonvelin échoua le 8 mars 1906 :

« Jeudi quand M. Troestler, percepteur du Conquet, s'est présenté, les portes de l'église étaient fermées. On entendait le chant des cantiques à l'intérieur. Une grande foule se tenait près de l'église. Le recteur s'est avance vers lui et lui a tendu la main. Après lecture de la protestation, sur demande du percepteur d'ouvrir, M. le recteur a refusé. M. Troestler s'est alors retiré. »

#### La Première Guerre mondiale

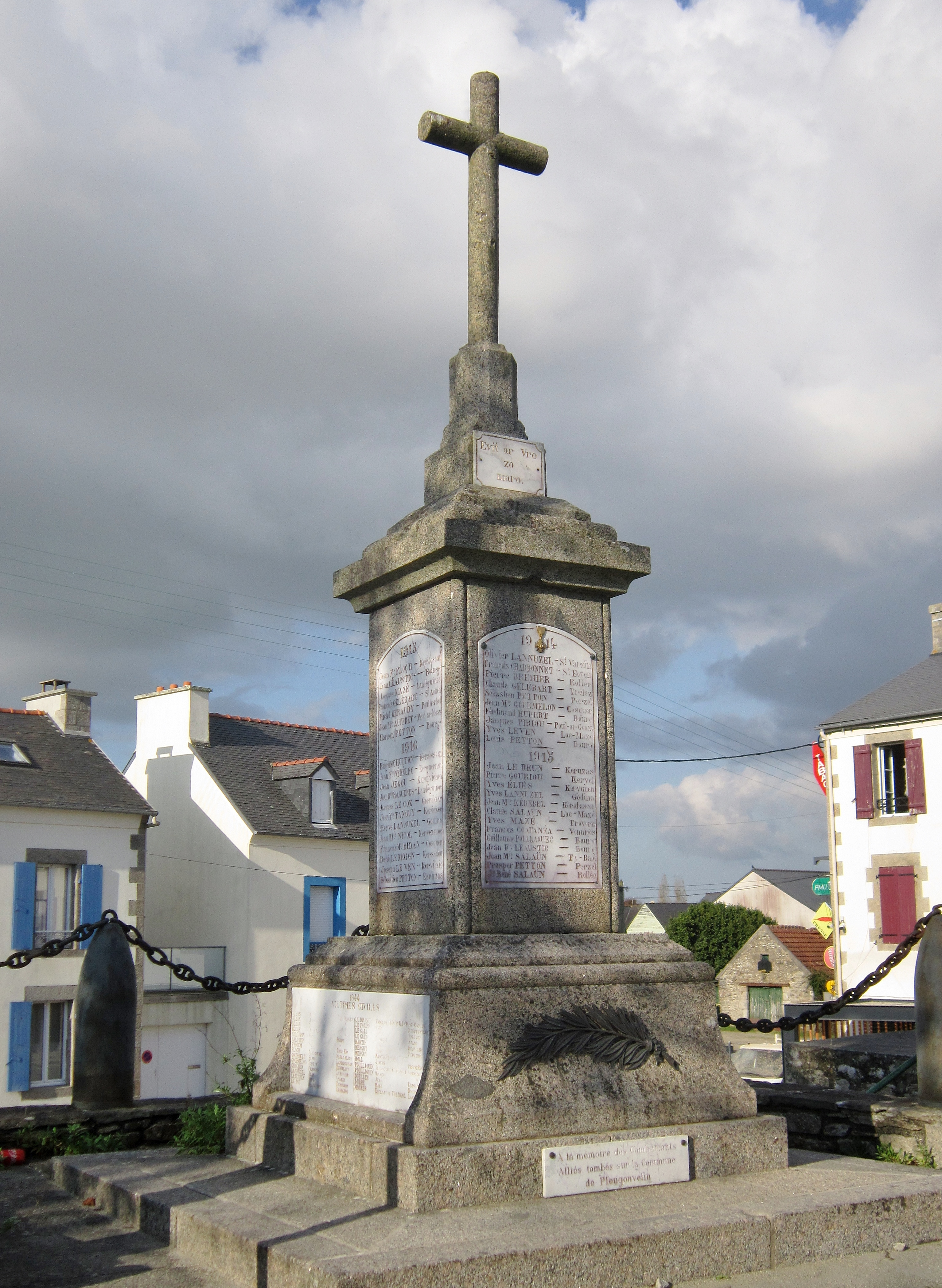
Le monument aux morts de Plougonvelin.

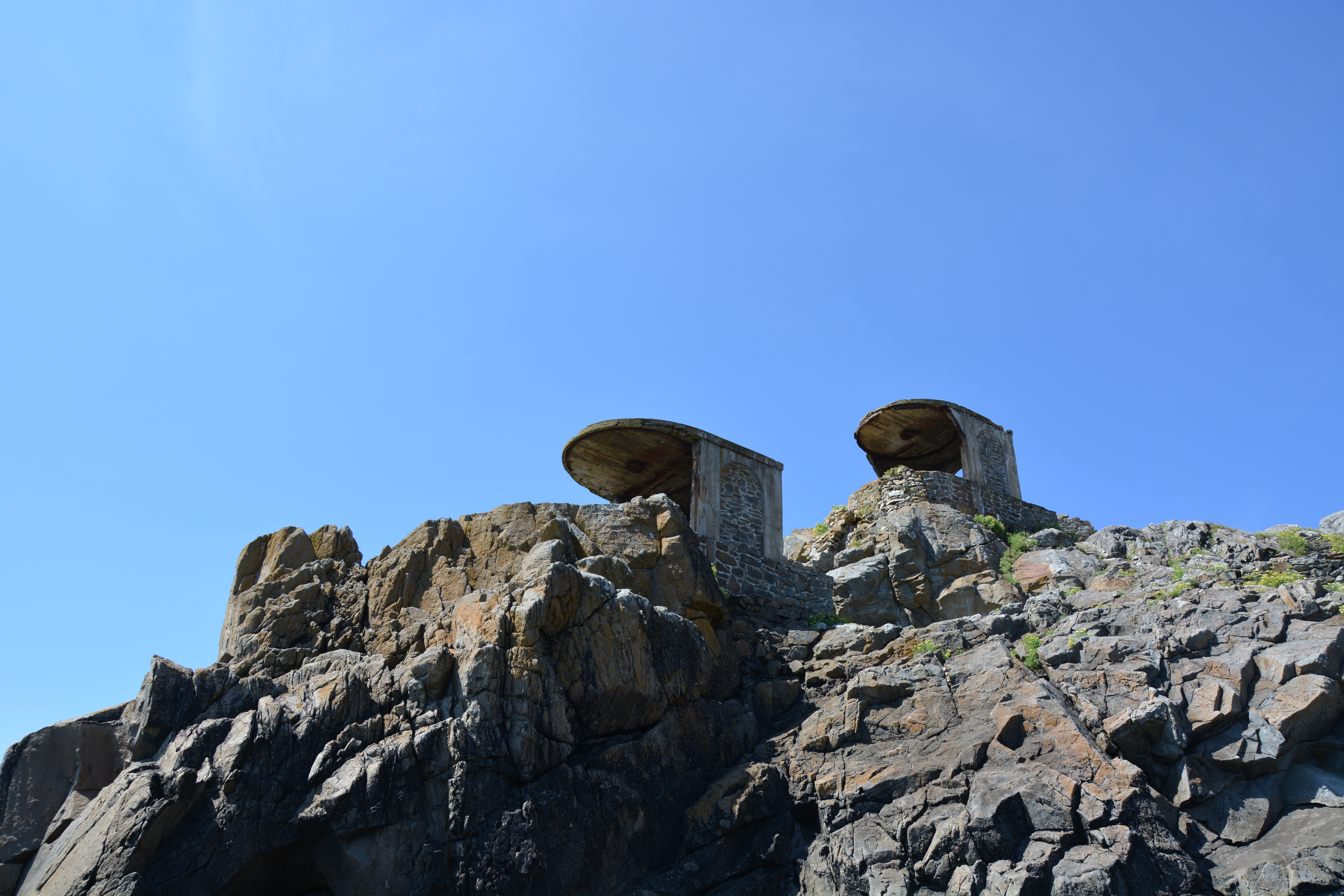
La "Position du Créac'h Meur", casemates en béton pour projecteurs et abris en béton finis en avril 1914.

Le monument aux morts de Plougonvelin porte les noms de 67 soldats et marins morts pour la France pendant la Première Guerre mondiale. Parmi eux, par exemple, trois au moins sont morts en Belgique (Olivir Lanuzel à Rossignol dès le 22 août 1914 ; Yves Le Ven à Furnes le 20 décembre 1914 et Claude Salaun à Steenstrate le 9 mai 1915 ; deux au moins sont des marins disparus en mer (Jean Le Reun, quartier-maître canonnier, mort lors du naufrage du croiseur cuirassé Léon Gambetta le 27 avril 1915 et Sébastien Marie Petton, quartier-maître chauffeur, mort lors du naufrage du cuirassé Suffren le 26 novembre 1916), les deux bateaux ayant été torpillés par des sous-marins allemands ; Jean Marie Auffret est mort de ses blessures le 25 octobre 1915 alors qu'il était en captivité en Allemagne ; la plupart des autres sont décédés sur le sol français, dont Jean Floch, décédé le 29 septembre 1915 à Barly (Pas-de-Calais), décoré de la Médaille militaire et de la Croix de guerre.
Le cargo britannique Swansea-Vale, de 1 310 tonneaux, heurta le 8 août 1918 les roches du Trépied, à l'ouest de la Pointe du Toulinguet et coula à mi-distance entre celle-ci et le fort de Bertheaume. L'équipage eut le temps d'évacuer.

#### L'Entre-deux-guerres

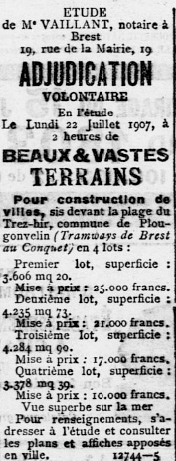
Les débuts de la station du Trez-Hir : mise en vente de terrains pour la construction de villas en 1907 (journal L'Ouest-Éclair).
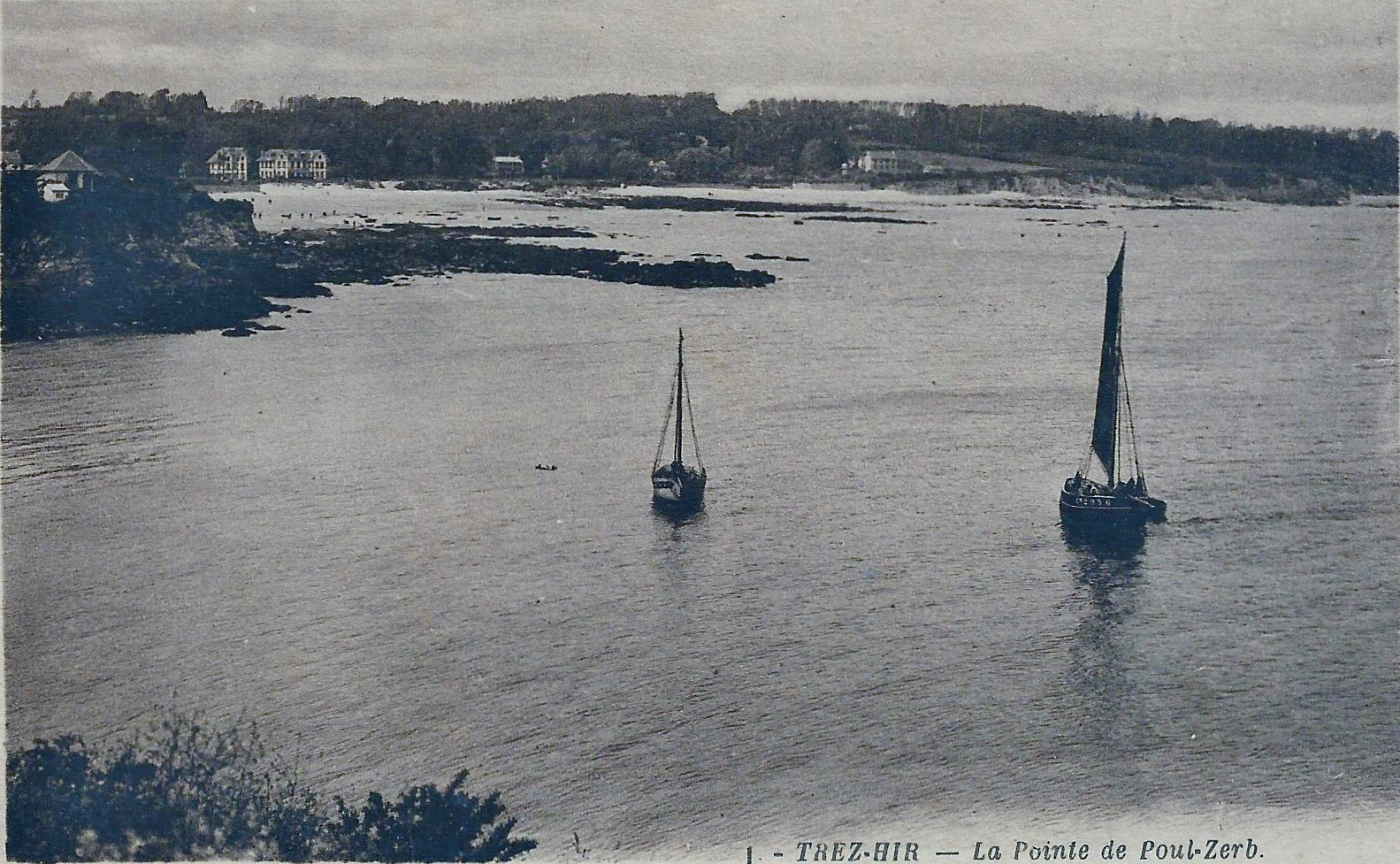
La Pointe du Perzel et, à l'arrière-plan, la plage du Trez-Hir, vers 1920 (carte postale).
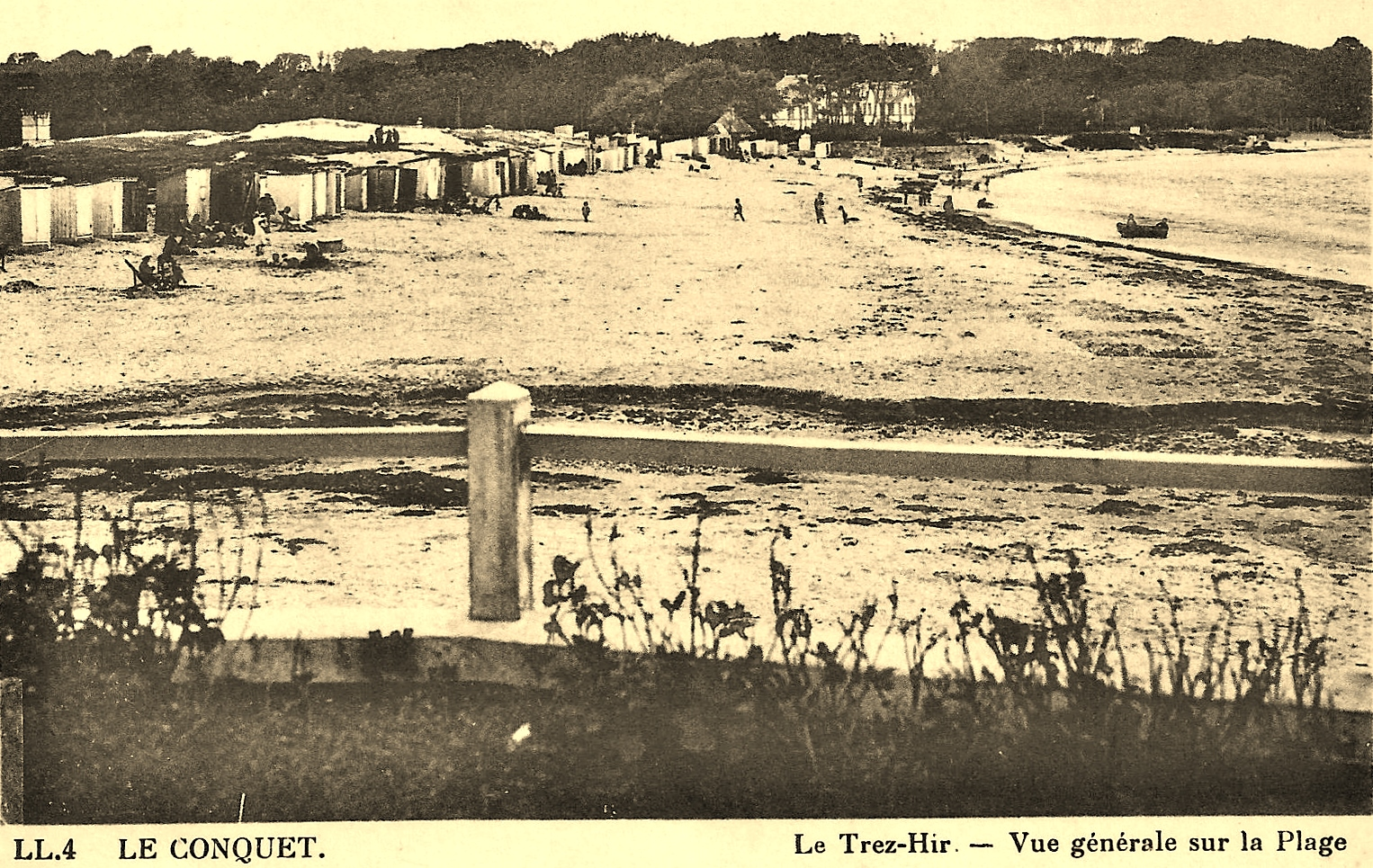
La plage du Trez-Hir vers 1930 (carte postale).
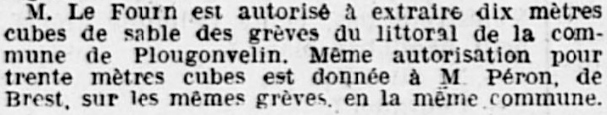
Exemples d'autorisations d'extraction de sable sur les grèves de la commune de Plougonvelin en 1925 (journal L'Ouest-Éclair).

Olivier Chevillotte, ingénieur agronome, qui habitait la propriété de Kervasdoué en Plougonvelin, autonomiste breton et membre du comité directeur de Breiz Atao fut inquiété par la police dans le cadre de l'enquête sur l'attentat du 7 août 1932 à Rennes.
En juin 1935 le Congrès national de l'UNC se tint à Brest et de nombreux congressistes vinrent se recueillir à la Pointe Saint-Mathieu au pied du monument des marins morts pour la France ; un vin d'honneur leur fut servi au Trez-Hir.
Le cargo français Pen-Hir, qui appartenait à la Compagnie nantaise de navigation, quittant Brest le 2 novembre 1935 à destination de Nantes, heurta les roches de la Basse des Fillettes et coula le lendemain vers 4 heures du matin dans l'Anse de Bertheaume. L'équipage fut sauvé.

#### La Seconde Guerre mondiale

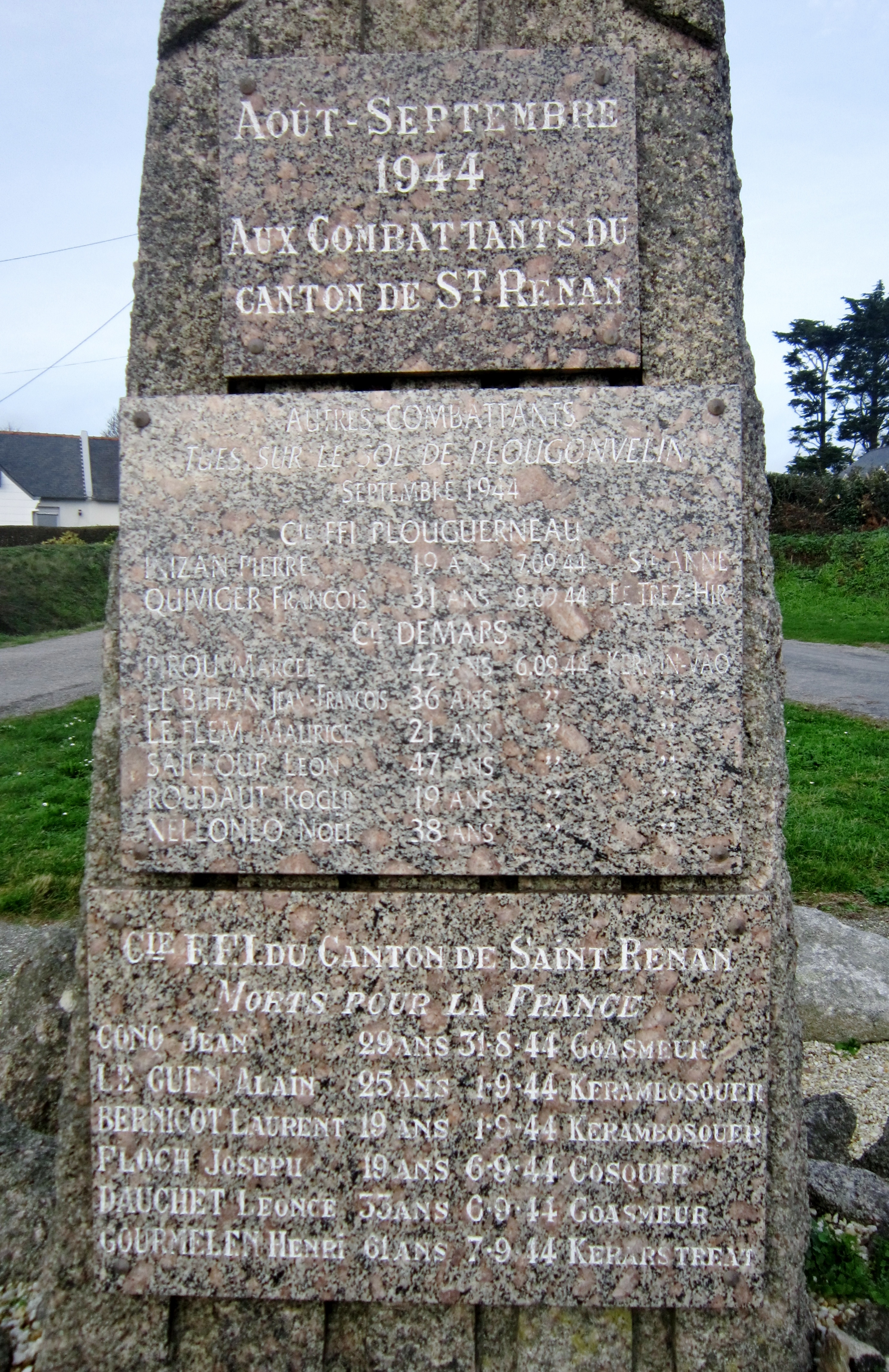
La stèle en mémoire des combattants FFI du canton de Saint-Renan (au Cosquer en Plougonvelin).

Le monument aux morts de Plougonvelin porte les noms de 43 personnes mortes pour la France pendant la Seconde Guerre mondiale. Parmi elles, 14 sont des résistants membres de la compagnie FFI du canton de Saint-Renan morts lors des combats de la libération de la poche du Conquet, notamment contre la batterie de Kéringar (situé à l'est du bourg de Lochrist dans la commune du Conquet) survenus entre le 31 août 1944 et le 8 septembre 1944. Roger Servais Priol a raconté dans son livre "Mémoires d'un résistant de Plougonvelin" ses souvenirs de résistant.
Parmi ces morts pour la France, Auguste Le Jourt, quartier-maître chauffeur à bord du Dunkerque et Jacques Petton et Ronan Quéré, tous deux quartiers-maîtres canonniers à bord du cuirassé Bretagne sont morts lors de l'attaque anglaise de Mers el-Kébir le 3 juillet 1940 ; Jean Gélébart, soldat, est mort des suites de ses blessures le 31 mai 1940 à l'hôpital de Zuydcoote ; Hamon Raguénès, gendarme, résistant, déporté le 15 juillet 1944 depuis le camp de Royallieu vers le camp de concentration de Neuengamme est mort au camp de concentration de Ravensbrück le 30 avril 1945.
Michel Chevillotte, fut sous l'Occupation chef cantonal du PNB à Plougonvelin. Il s'engagea dans la Bezen Perrot en décembre 1943 et surnommé "Bleiz" ["Loup" en breton], il devint rapidement chef du groupe cantonné au château du Bouéxic en Guer. Il participa activement à la lutte contre la Résistance, notamment à Scrignac, Callac, Trébrivan et Saint-Nicolas-du-Pélem. Au moment de la débâcle allemande, en juillet 1944, en route vers l'Allemagne, il participa à l'exécution de 49 résistants à Creney-près-Troyes (Aube) et s'engagea dans les Waffen SS. Il fut condamné à mort par contumace et à la confiscation de tous ses biens, mais en fait ne fut jamais inquiété.
La batterie de Keringar (Graf Spee en allemand), construite à partir de 1940 (le site occupe en tout 22 hectares, le poste de commandement de tir étant au lieu-dit Keromnés), en coordination avec une autre située dans la presqu'île de Crozon, avait pour rôle de barrer l'accès de la Rade de Brest aux navires alliés ; elle possédait quatre canons de 280 mm ; un seul des quatre bunkers prévus était achevé lors de l'arrivée des troupes américaines. Le 4 septembre 1944, le colonel allemand Fürst, qui commandait les batteries de Keringar et des Rospects, s'est rendu au colonel James Earl Rudder, commandant du 2e D. Rangers et au colonel Faucher, commandant FFI. Le "Musée Mémoires 39-45" s'installe dans ce blockhaus de Kéromnès et ouvre en 2017. Il accueille 30 000 visiteurs par an.

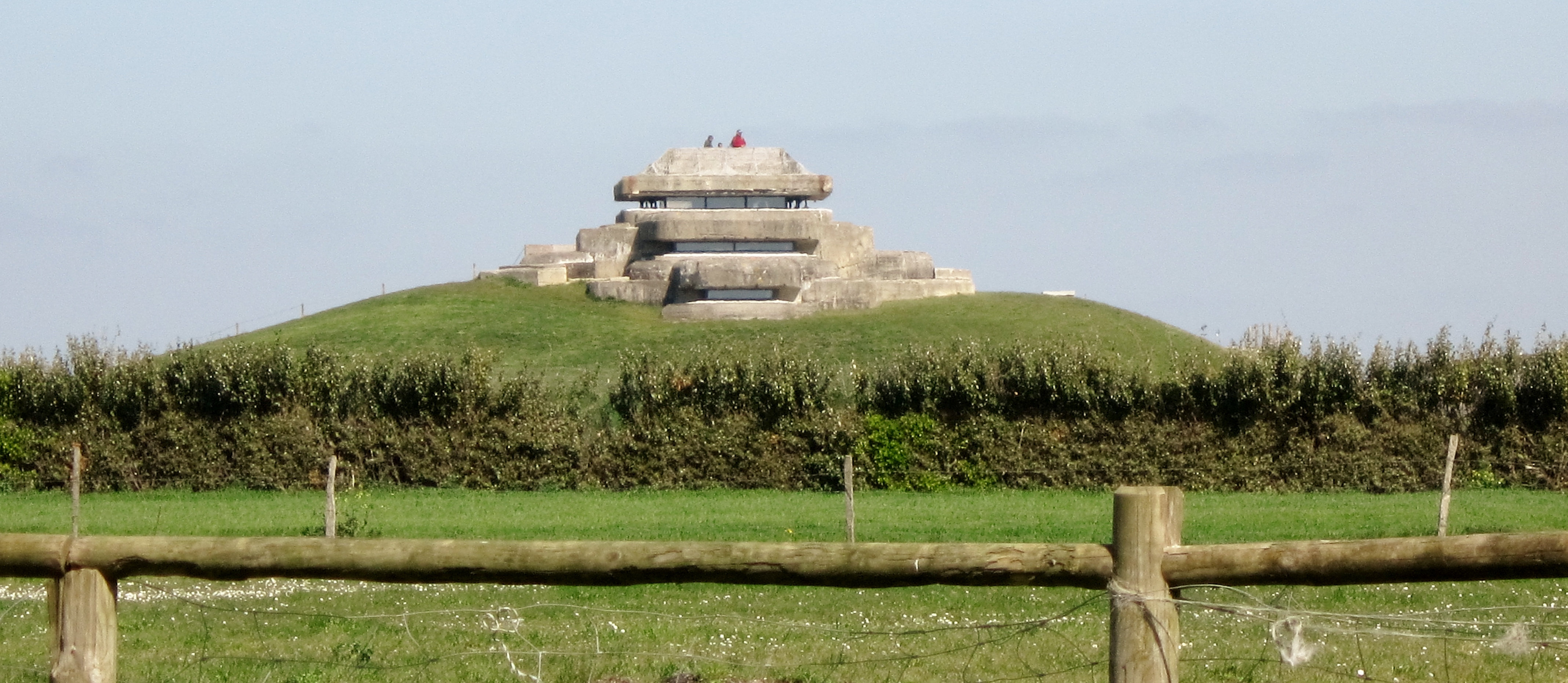
L'ancien bunker allemand de Keringar (désormais "Musée Mémoires 39-45").
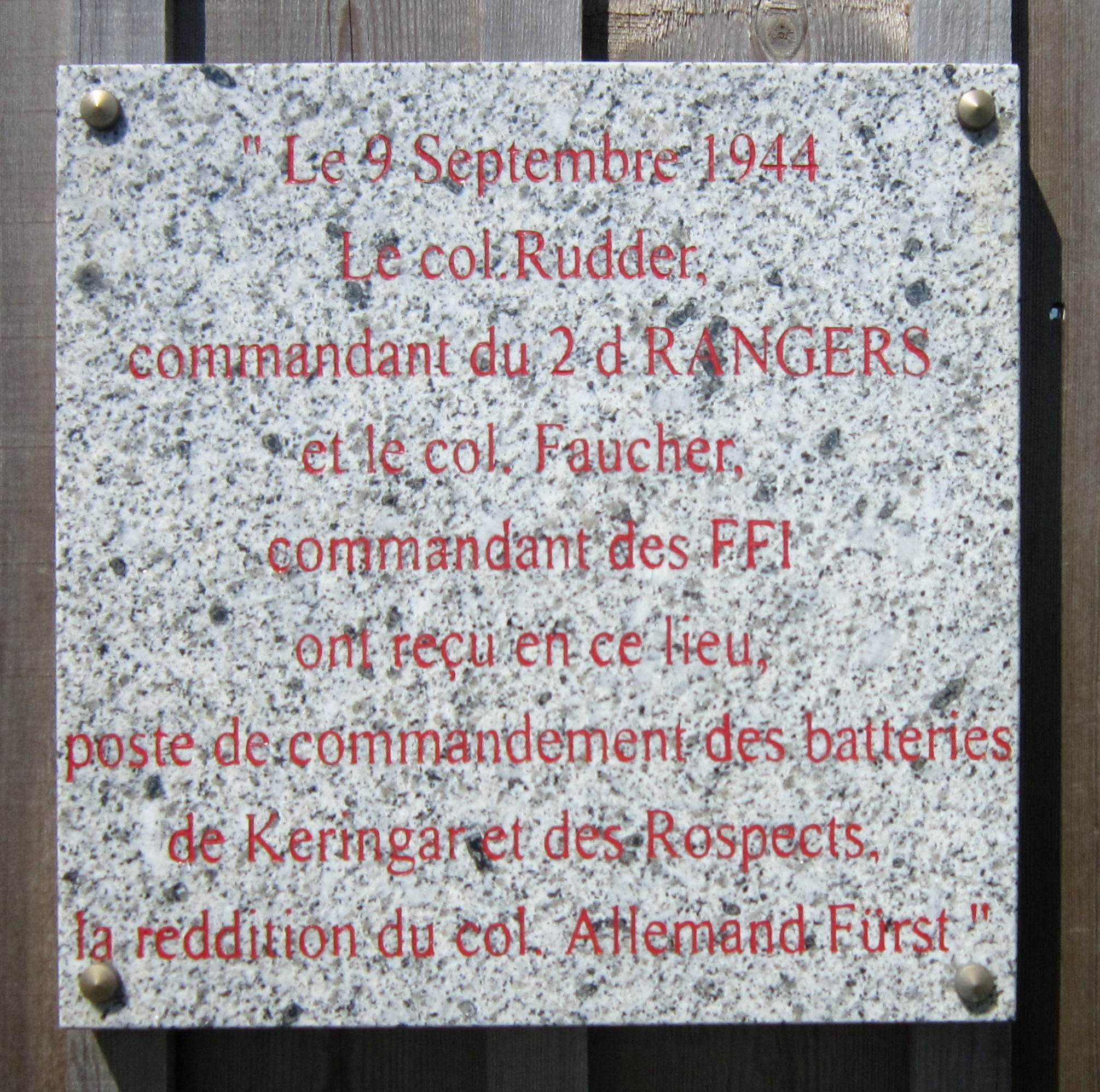
Musée Mémoires 39-45 : plaque commémorative de la reddition du colonel allemand Fürst le 4 septembre 1944.
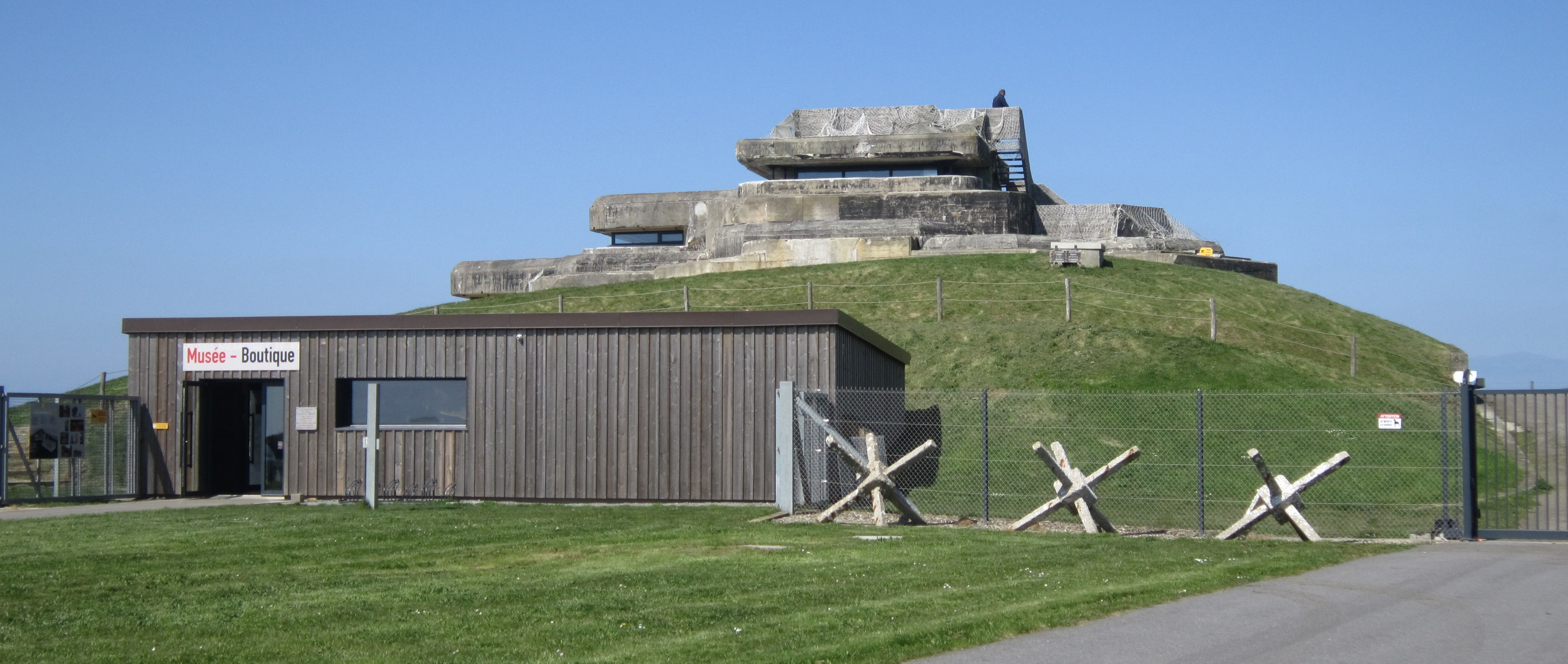
L'ancien bunker allemand transformé en musée (vue extérieure d'ensemble du site en 2019).

Après la Libération, il fallut déminer comme en témoigne Michel Le Ven : «

#### L'après Seconde Guerre mondiale
Dans la décennie 1950, de nombreux paysans étaient alors aussi goémoniers, par exemple Eugène Lunven.
Neuf soldats et marins originaires de Plougonvelin sont morts pendant la Guerre d'Indochine (dont Robert Cam et Henri Guéguen, décorés de la médaille militaire et de la Croix de Guerre et Jean Guillevic, décoré de la Médaille militaire) et deux (Pierre Caradec et Michel L'Hostis) pendant la Guerre d'Algérie.

### LeXXIesiècle

#### Le legs Kéraudy
En 2002 la commune de Plougonvelin a reçu un legs de 610 000 euros d'un de ses habitants : Henri Kéraudy. À cette somme s'est ajoutée le montant de son assurance-vie, le legs total étant donc de 961 277 euros ; cette somme a servi à financer un centre culturel qui porte le nom du donateur.

## Politique et administration

### Liste des maires
| Période      | Période      | Identité              | Étiquette            | Qualité                                                                |
| ------------ | ------------ | --------------------- | -------------------- | ---------------------------------------------------------------------- |
| An V         | An XIV       | Jean Le Baill         |                      | Cultivateur.                                                           |
| 1807         | 1818         | François Marie Perrot |                      | Cultivateur.                                                           |
| 1818         | 1843         | Mathieu Cornec        |                      |                                                                        |
| 1843         | 1850         | Yves Kergonou         |                      | Cultivateur. Expert patenté.                                           |
| 1850         | 1872         | Michel Quéré          |                      | Cultivateur.                                                           |
| 1872         | 1879         | René Michel           |                      | Cultivateur.                                                           |
| 1879         | 1880         | Yves Quéré            |                      | Cultivateur.                                                           |
| 1880         | 1880         | René Michel           |                      | Déjà maire entre 1872 et 1879.                                         |
| 1880         | 1884         | Sébastien Gillet      |                      | Cabaretier.                                                            |
| 1884         | 1886         | Jean Marie Michel     |                      | Négociant.                                                             |
| 1886         | 1896         | Jacques Kériguy       | Républicain          | Cultivateur.                                                           |
| 1896         | 1920         | Yves Michel           |                      | Cultivateur. Fils de René Michel, maire entre 1872 et 1879 et en 1880. |
| 1920         | 1925         | Yves Cloître          |                      | Cultivateur.                                                           |
| 1925         | 1935         | Yves Michel           |                      | Déjà maire entre 1896 et 1920.                                         |
| 1935         | 1944         | Henri Le Goasguen     | Droite conservatrice | Avocat.                                                                |
| 1945         | 1965         | Jean Marie Lescop     |                      | Ancien militaire.                                                      |
| 1965         | 1971         | René Le Gall          |                      |                                                                        |
| 1971         | 1983         | Lucien Le Corre       | DVG                  |                                                                        |
| 1983         | 14 mars 2008 | Louis Caradec         | UDF puis MoDem       | Cadre bancaire retraité Conseiller régional de Bretagne (2004 → 2010)  |
| 14 mars 2008 | 2014         | Israël Bacor          | DVG                  | Ingénieur retraité                                                     |
| 2014         | 2022         | Bernard Gouérec       | DVD                  | Agriculteur. Démissionne le 15 mars 2022.                              |
| 2022         | En cours     | Bertrand Audren       | DVD                  | Avocat. Élu le 25 mars 2022.                                           |

## Démographie
Selon l'INSEE, la population de Plougonvelin est de 3 760 habitants en 2010, soit une augmentation de 31,1 % par rapport à 1999.
| 1793  | 1800  | 1806  | 1821  | 1831  | 1836  | 1841  | 1846  | 1851  |
| ----- | ----- | ----- | ----- | ----- | ----- | ----- | ----- | ----- |
| 1 369 | 1 370 | 1 297 | 1 417 | 1 445 | 1 450 | 1 472 | 1 517 | 1 505 |

| 1856  | 1861  | 1866  | 1872  | 1876  | 1881  | 1886  | 1891  | 1896  |
| ----- | ----- | ----- | ----- | ----- | ----- | ----- | ----- | ----- |
| 1 502 | 1 434 | 1 408 | 1 366 | 1 496 | 1 470 | 1 457 | 1 548 | 1 522 |

| 1901  | 1906  | 1911  | 1921  | 1926  | 1931  | 1936  | 1946  | 1954  |
| ----- | ----- | ----- | ----- | ----- | ----- | ----- | ----- | ----- |
| 1 561 | 1 520 | 1 680 | 1 537 | 1 519 | 1 547 | 1 545 | 2 367 | 1 470 |

| 1962  | 1968  | 1975  | 1982  | 1990  | 1999  | 2006  | 2011  | 2016  |
| ----- | ----- | ----- | ----- | ----- | ----- | ----- | ----- | ----- |
| 1 439 | 1 442 | 1 567 | 1 738 | 2 167 | 2 868 | 3 525 | 3 828 | 4 152 |

| 2021  | 2022  | - | - | - | - | - | - | - |
| ----- | ----- | - | - | - | - | - | - | - |
| 4 410 | 4 520 | - | - | - | - | - | - | - |

## Culture

### Pôle culturel

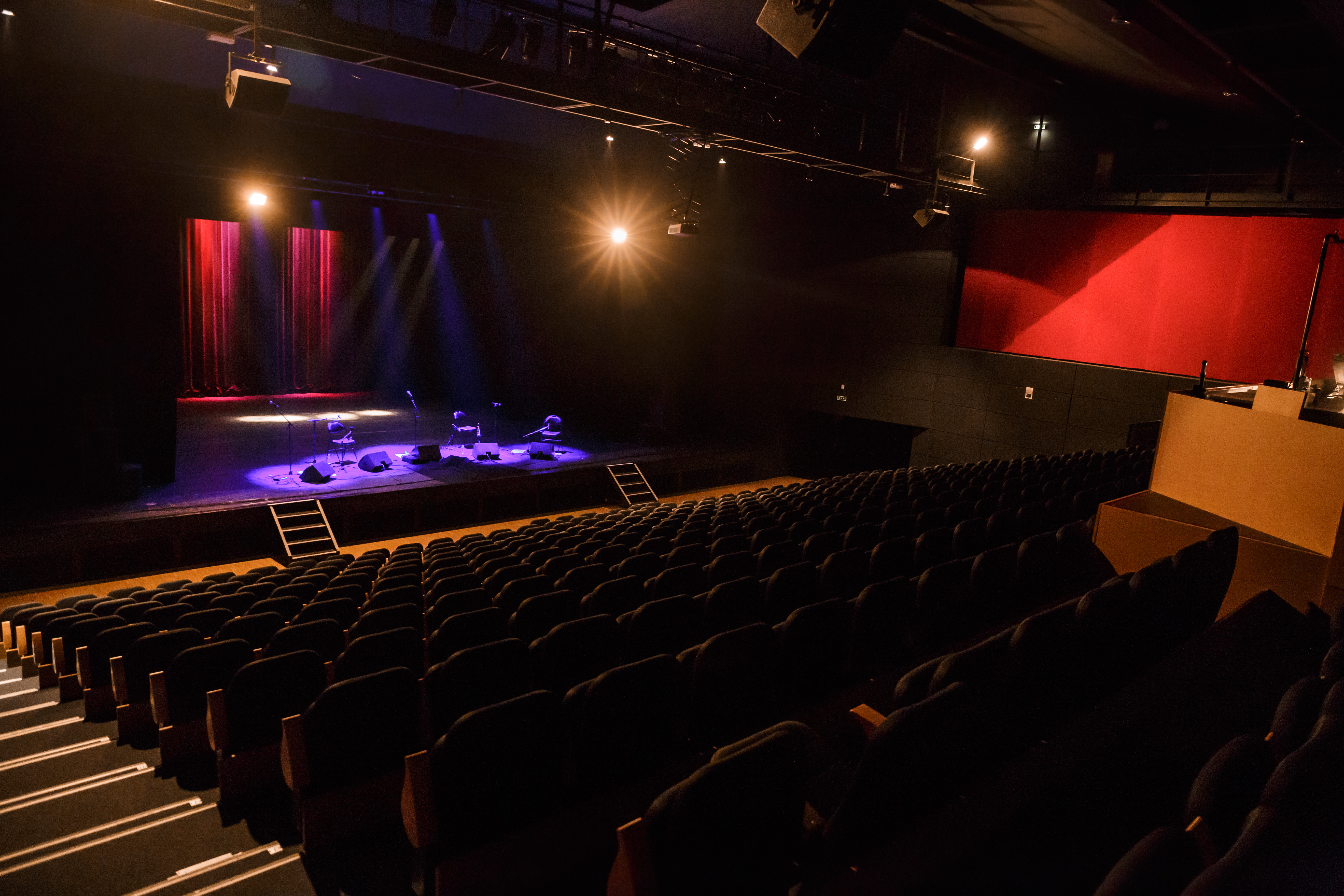
La salle de spectacle de l'Espace Kéraudy

L'Espace Kéraudy, inauguré en 2005, propose une offre culturelle complète au sein de ses 2 500 m2 :
- une salle de spectacle (de 425 à 650 places assises et jusqu'à 1 500 places debout) ;
- une école de musique ;
- une salle de réception avec office ;
- un studio de danse ;
- un centre multimédia ;
- un hall d'exposition ;
- un chapiteau en dur (amphithéâtre de 1 200 places).

### Langue bretonne
L'adhésion à la charte Ya d'ar brezhoneg a été votée par le conseil municipal le 16 juin 2005.
À la rentrée 2017, 57 élèves étaient scolarisés dans la filière bilingue publique (soit 16,3 % des enfants de la commune inscrits dans le primaire).

## Lieux et monuments
- Musée Mémoires 39-45[91] ;
- Église Saint-Gwenael ;

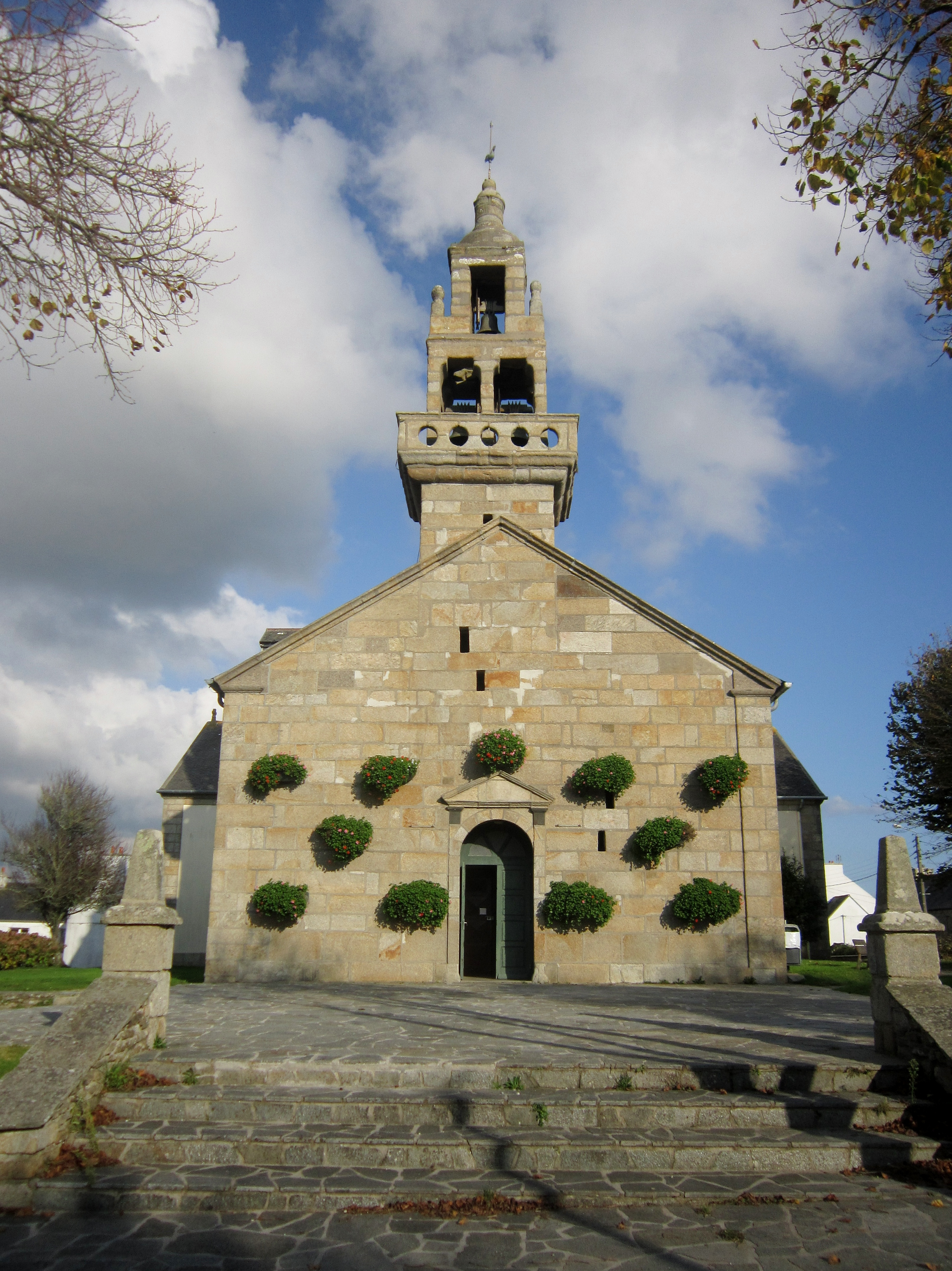
L'église paroissiale Saint-Gwenaël, la façade.
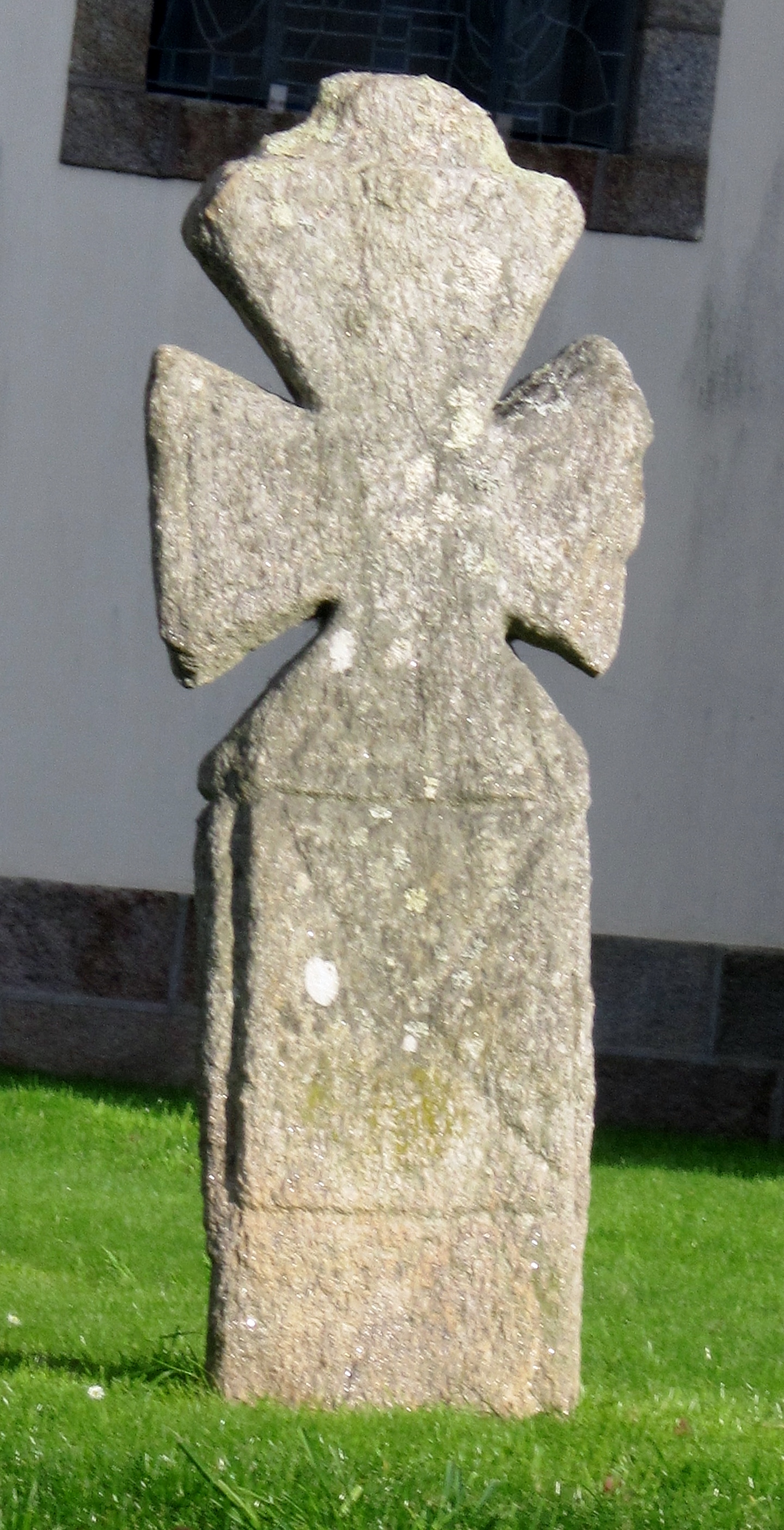
Croix dans l'enclos paroissial de Plougonvelin.

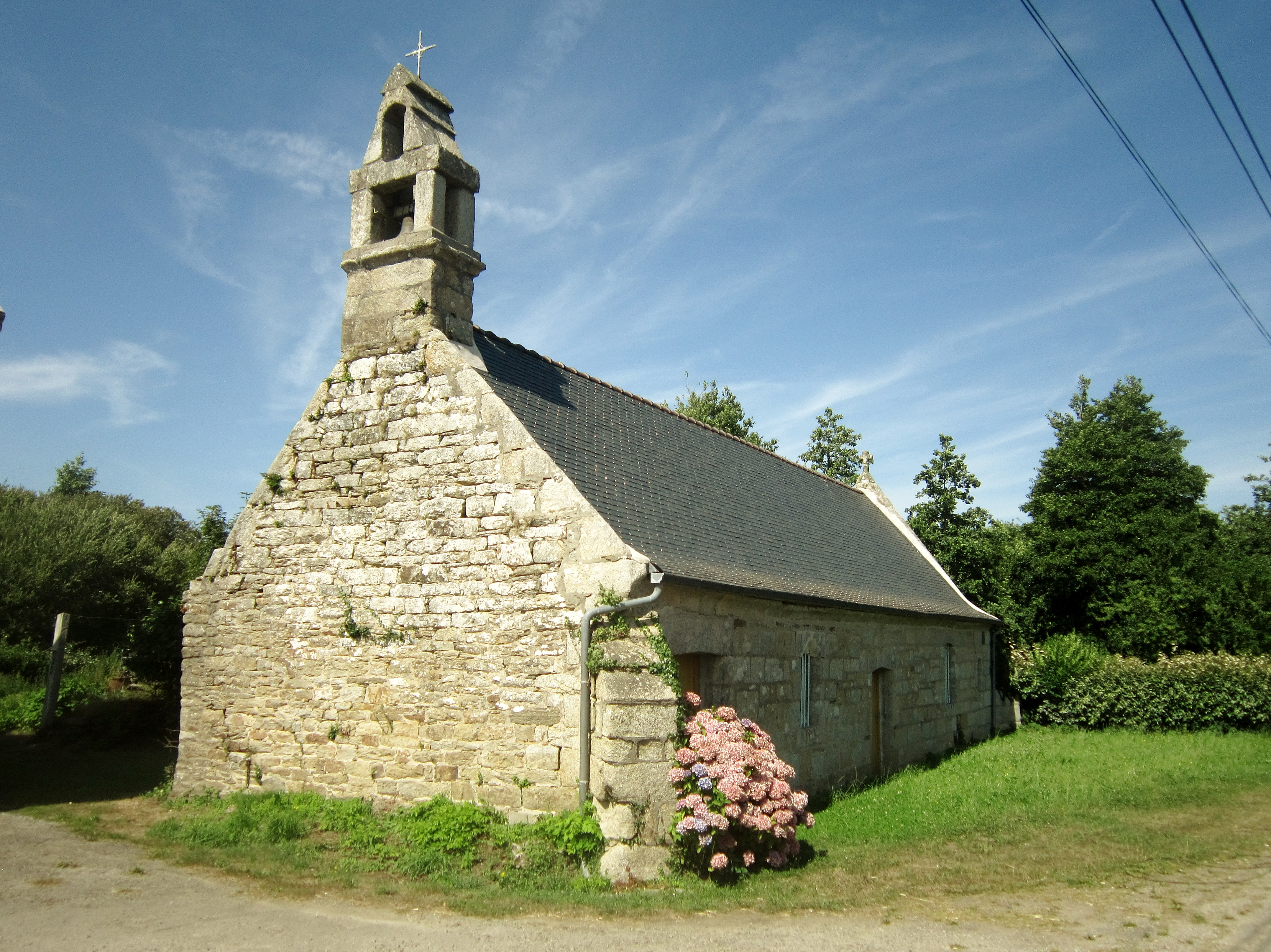
Plougonvelin : la chapelle Saint-Jean.

- Chapelle Saint-Jean : elle a été en partie détruite lors des bombardements de 1944, mais a été restaurée depuis : elle possède une fenêtre flamboyante du XVIe siècle et sur un mur un écu avec des armes qui sont peut-être celles des Barbier de Kérouzien[92].
- Batterie de Toulogot.

### Pointe Saint-Mathieu
Le site de la pointe Saint-Mathieu, à l'extrême ouest de Plougonvelin, comporte les ruines de l'abbaye de Saint-Mathieu du XIIe siècle, une chapelle construite au XIXe siècle sur l'emplacement de l'église Notre-Dame-de-la-Grâce (érigée au VIIe siècle), le phare de Saint-Mathieu, construit en 1835, un sémaphore, construit en 1906, ainsi qu'un cénotaphe (monument et cryptes à la mémoire des disparus en mer des trois marines).

### Fort de Bertheaume
Situé au sud-est de Plougonvelin, l'îlot fortifié que l'on appelle aujourd'hui le fort de Bertheaume présente des traces d'utilisation très ancienne (dès l'âge de pierre), avant de devenir le château du Perzel pour les ducs de Bretagne au Ve siècle, puis d'être fortifié par Vauban au XVIIe siècle.
Lieu stratégique pour la défense et la surveillance du goulet de Brest, il comporte également des constructions datant de la Seconde Guerre mondiale.
Depuis 1992, après une longue période d'abandon, il est de nouveau accessible au public.

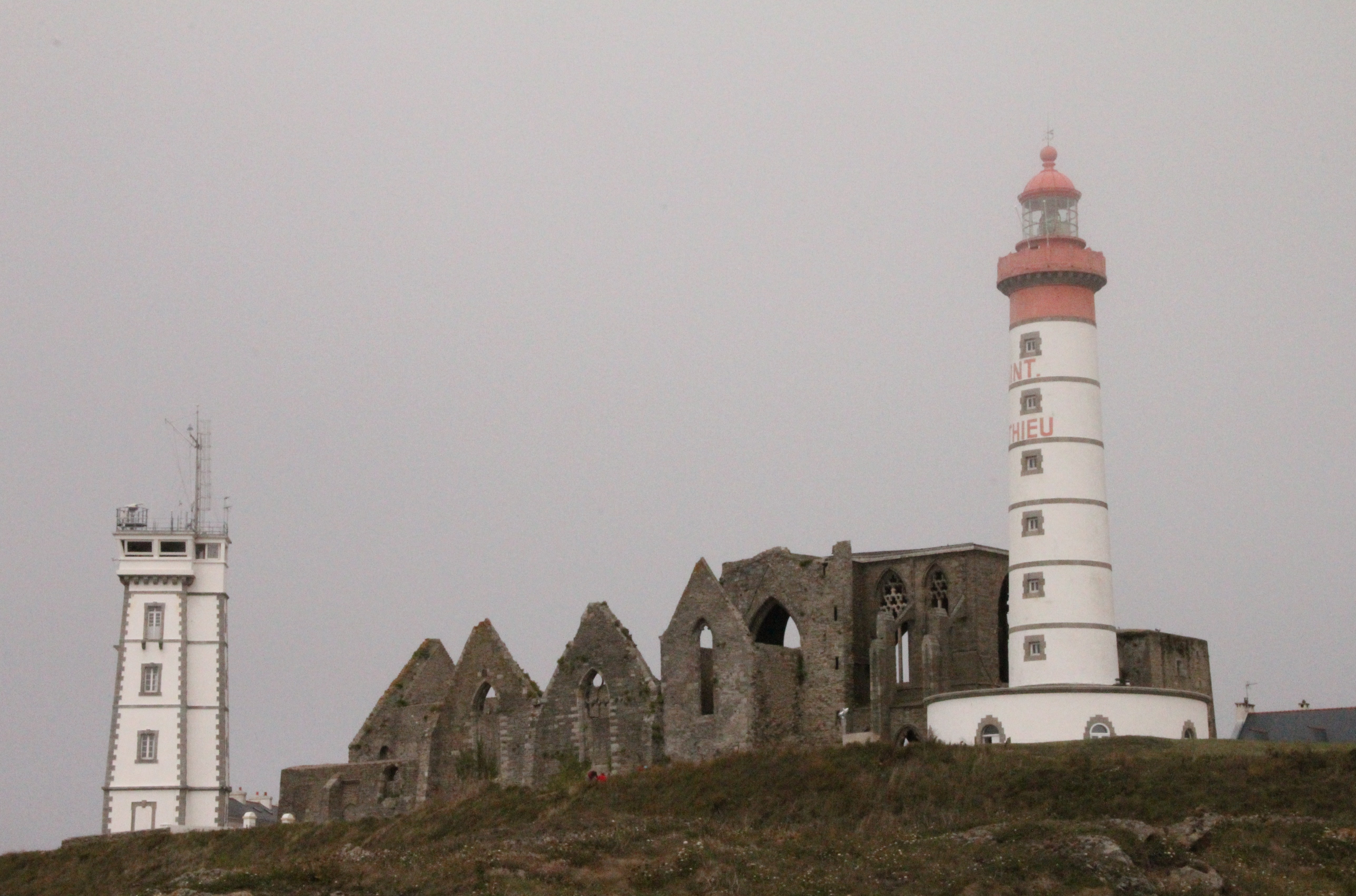
Le sémaphore, les ruines de l'abbaye et le phare.
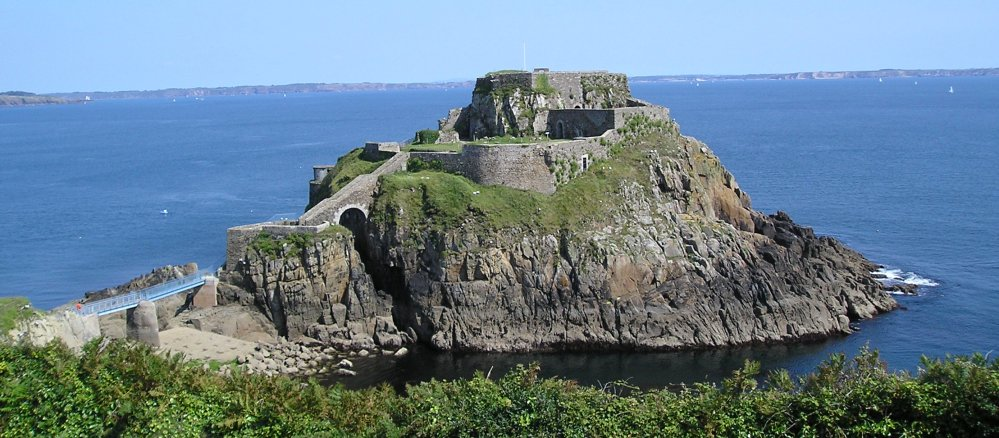
Le fort de Bertheaume, un des anciens maillons de la défense de Brest.
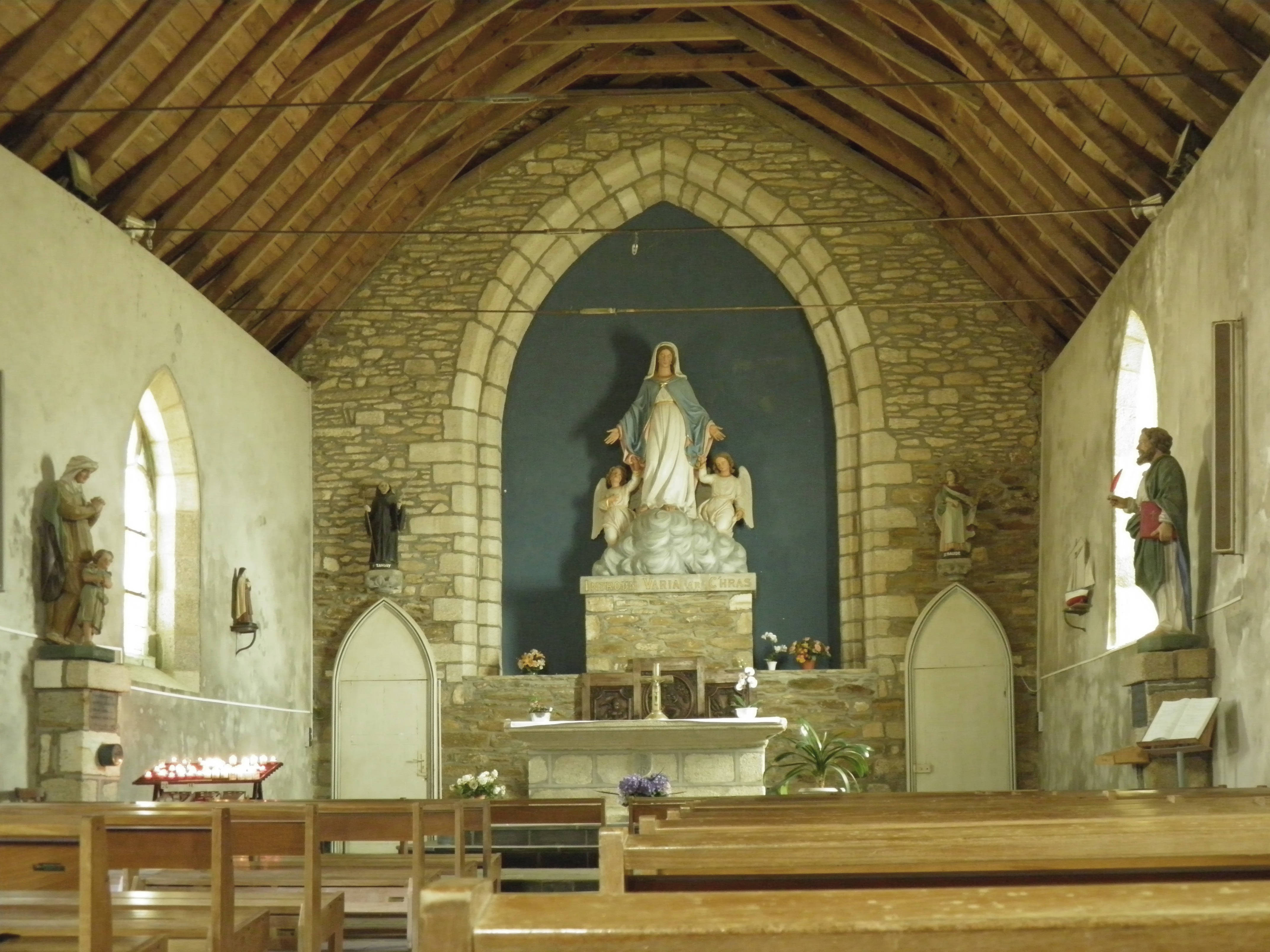
L'intérieur de la Notre-Dame-de-Grâce.

## Personnalités liées à la commune
- Marie Lenéru (née à Brest le 2 juin 1875 à Brest, décédée le 23 septembre 1918 à Lorient), dramaturge, a séjourné à maintes reprises au Trez-Hir
- Robert Micheau-Vernez (né le 16 octobre 1907 à Brest, et mort le 8 juin 1989 au Croisic), peintre et céramiste, a séjourné à maintes reprises à Plougonvelin
- Yvonne Pagniez (née le 10 août 1896 à Cauroir (Nord), décédée le 18 avril 1981 à Plougonvelin), résistante, écrivain et journaliste française, a passé les dernières décennies de sa vie à Plougonvelin.
- Jean-René Lannuzel (né le 2 décembre 1921 à Brest et est mort le 20 mai 1997 à Brest), amiral.
- Pierre-Marie Ziegler (né le 7 mai 1950 à Plougonvelin, mort le 14 mai 2013) est un peintre français.
- Gérard Le Stang (né le 28 juin 1963 à Plougonvelin), évêque d'Amiens

## Livres
- Louis Caradec, Fortunes de maire, Cheminements Editions, 2006,  (ISBN 2844785115).